# Amerikanische Cosa Nostra
Als amerikanische Cosa Nostra bzw. La Cosa Nostra oder italienisch-amerikanische Mafia wird der nordamerikanische Ableger der originären sizilianischen Cosa Nostra bzw. Mafia bezeichnet. Entstanden um 1900, werden dem Begriff diverse organisierte Banden italoamerikanischer Verbrecher zugeordnet. Es gab in den Vereinigten Staaten mindestens 26 verschiedene Familien der La Cosa Nostra in fast genauso vielen Städten mit jeweils weiteren Nebenstandorten, Splittergruppen und Assoziierten in diversen anderen Städten. Fast alle Familien arbeiten großteils eigenständig, wobei eine bundesweite Koordination durch eine Kommission besteht, die sich aus den Oberhäuptern der einflussreichsten Familien zusammensetzt. Bei diesen handelt es sich um die Fünf Familien von New York und das Chicago Outfit, deren Einfluss sich über das ganze Land erstreckt.

## Abgrenzung und Bedeutung
Der Begriff Cosa Nostra [kɔza nɔstra] (italienisch: Unsere Sache) stand in der Öffentlichkeit ursprünglich nur für den US-amerikanischen Ableger, nachdem der FBI-Chef J. Edgar Hoover diesen Begriff erstmals öffentlich verwendete. Erst nach dem Ende des Zweiten Weltkrieges verwendete man auch für die originäre sizilianische Mafia den Namen „Cosa Nostra“.

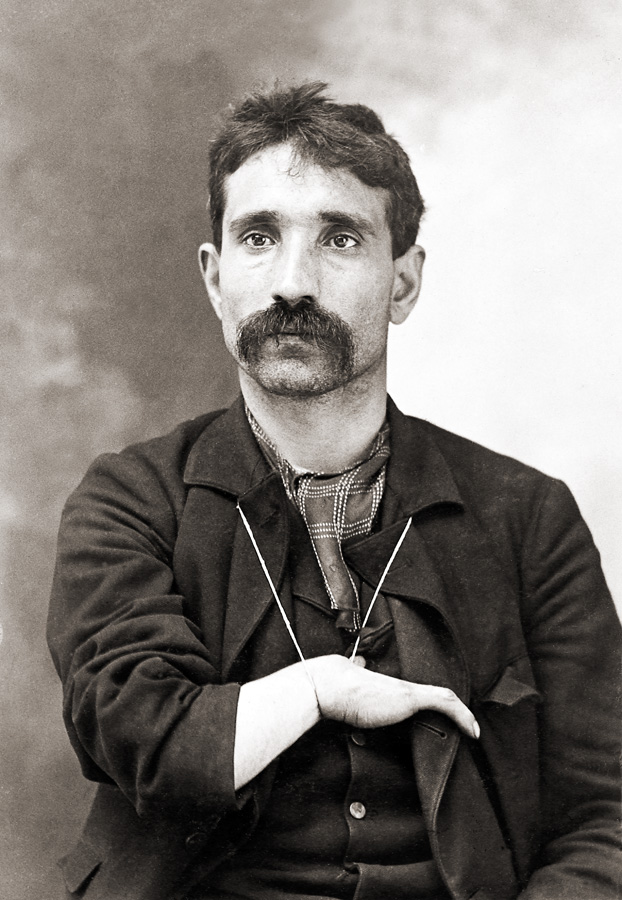
Typischer Mustache Pete, Giuseppe „Peter“ Morello

Die Entstehung der Bezeichnung Cosa Nostra als Eigenname kann nicht eindeutig geklärt werden. Es gibt die Vermutung, dass er unter italienischen Einwanderern in den USA entstanden ist, die bereits auf Sizilien zur Mafia gehörten und als sogenannte Mustache Petes bezeichnet wurden. Da es eigentlich keine Bezeichnung für die Mitglieder in der Mafia gab und auch der Begriff Mafia ungebräuchlich war, soll unter den Sizilianern untereinander nur von „Unserer Sache“ gesprochen worden sein, die zunächst sogar nicht-sizilianische Italiener ausschloss. Die Mafiosi selbst nannten sich immer „uomo d'onore“, also „Ehrenmann“.
Die amerikanische Organisation wuchs zu einer beachtlichen selbständigen Größe an, die sich – analog zur weltpolitischen Rolle der USA – nach dem Zweiten Weltkrieg als Verbrecherorganisation international ausrichtete und die originären italienischen Mafia-Organisationen an Macht, Reichtum und Ausdehnung überflügelte.
Öffentlich bekannt wurde der Begriff La Cosa Nostra erst im Oktober 1963 durch die Aussagen von dem Pentito Joe Valachi vor dem McClellan-Committee, einem Untersuchungsausschuss des Kongresses der Vereinigten Staaten. Valachi enthüllte vor dem Komitee, dass die amerikanische Organisation allgemein als La Cosa Nostra bezeichnet wird.
Anders als die sizilianische hatte die amerikanische Cosa Nostra niemals einen so weit reichenden politischen Einfluss. Auch wenn selbst über politische Verwicklungen auf höchster Ebene spekuliert wurde – so sind z. B. Kontakte von Sam Giancana zur Kennedy-Familie belegbar –, blieben diese immer nur punktuell an einzelne Personen gebunden. Sie bildete in den USA keine Parallelgesellschaft oder etwa einen Anti-Staat bzw. einen Schattenstaat aus, wie auf Sizilien. Während dort in einem noch vergleichsweise jungen, dezentralisierten Staat Anfang der 1980er Jahre Morde an Politikern, Ermittlern und Journalisten fast alltäglich wurden, hält sich die amerikanische Cosa Nostra an ihr Gebot, keine unbeteiligten Polizisten, Richter oder andere Vertreter des Staates zu ermorden, da sie in den USA keine eigentliche Territorialmacht wie auf Sizilien beansprucht und innerhalb eines intakten Staatswesens operiert. Der 1992 ermordete Untersuchungsrichter und Mafiagegner Giovanni Falcone wies zudem auf die Unterschiede zwischen dem jungen, dezentralisierten Staat Italien und anderen Staaten wie etwa dem hochzentralisierten Frankreich oder den USA hin.
Außerdem verfügten die Sizilianer und sonstigen Italiener nicht über das illegale Gewaltmonopol wie in ihrer ursprünglichen Heimat, d. h., sie konkurrierten mit anderen ethnischen Gruppen, insbesondere den Iren und den osteuropäischen Einwanderern. Häufig wurden die Gangster in einen Topf geworfen, in Verkennung der Tatsache, dass eine Vollmitgliedschaft in der amerikanischen Cosa Nostra grundsätzlich über die Herkunft geregelt ist.

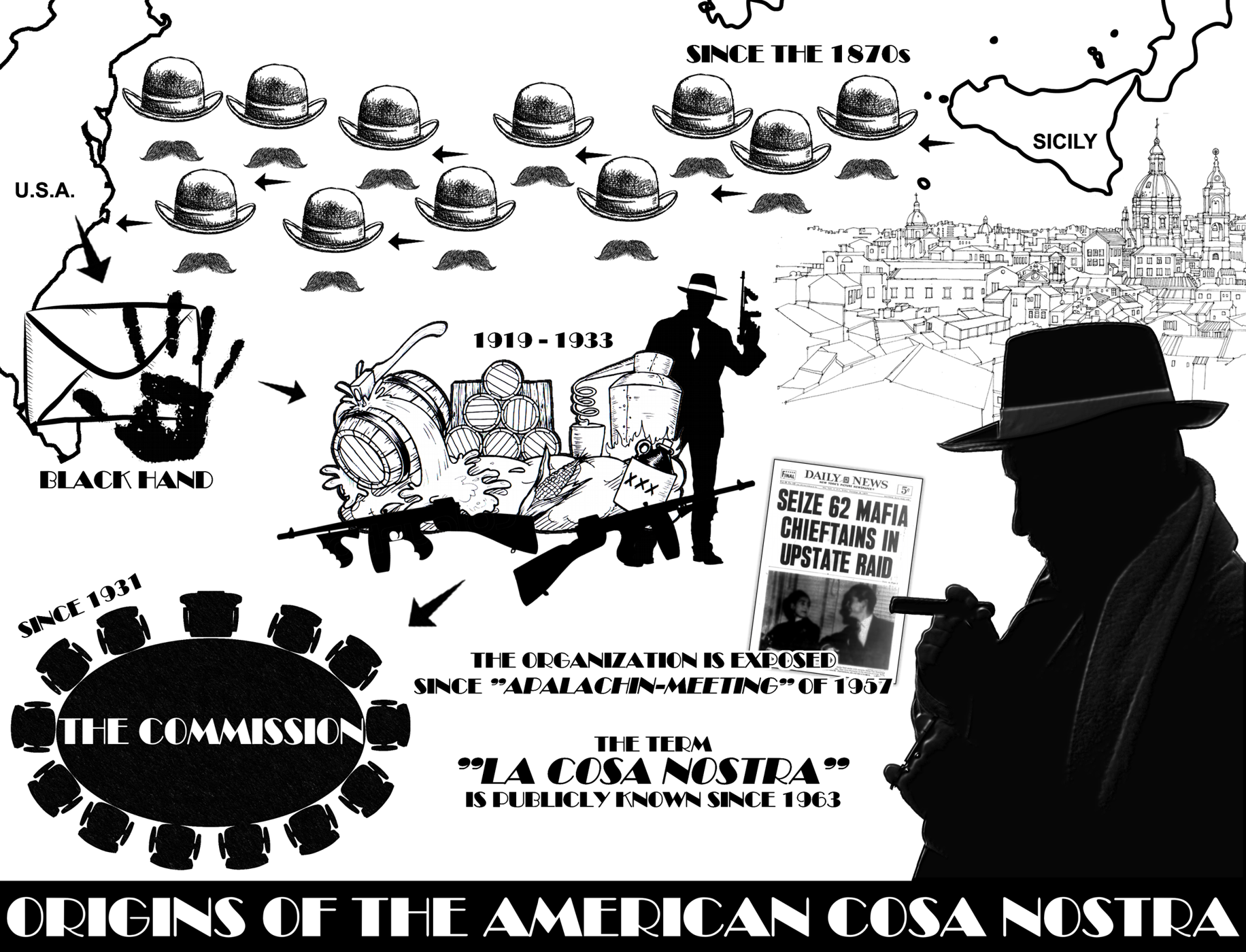
Ursprünge der amerikanischen Cosa Nostra

Angesichts des inflationären und falschen Gebrauchs des Begriffs Mafia für fast alle Formen von kriminellen Vereinigungen, Banden, organisierter Kriminalität und den darum gebildeten populären Mythen besteht die Gefahr, alle italienischen Einwanderer unter Generalverdacht zu stellen. Im Rahmen der Masseneinwanderung von Italienern handelt es sich aber, wie bei allen anderen Ethnien auch, um kriminelle Minderheiten. Es waren sogar ab dem Ende des 18. Jahrhunderts primär italienische Einwanderer unter den ersten Opfern der Black Hand Gang, dem Vorläufer der amerikanischen Cosa Nostra, sowie anderen Mustache Petes und deren Black-Hand-Erpressungen, da sie bereits in ihrer Heimat darin sozialisiert waren, den Drohungen ihrer kriminellen Landsleute ohne Widerstand nachzugeben.
Nach dem Ende der Alkoholprohibition 1933 schwand die Akzeptanz der Mobster in der US-amerikanischen Öffentlichkeit rapide. Offenbar wurden sie von großen Teilen der Bevölkerung bis dahin als notwendiges Übel eingestuft, um die Versorgung mit Alkohol (und Glücksspiel) zu gewährleisten. Nunmehr waren Politik und Behörden nicht mehr gewillt, die weiter wachsende Kriminalität zu akzeptieren.
Insbesondere nach dem Valentinstag-Massaker von 1929 in Chicago kam es zum Stimmungsumschwung in der Bevölkerung. Die Chicago Crime Commission veröffentlichte 1930 eine Liste von „Öffentlichen Feinden“ (engl.: Public Enemy), die von Al Capone, dem Boss des Chicago Outfit, angeführt wurde. Von diesem Zeitpunkt an wurde es – besonders in der Presse – üblich, ihn als „Staatsfeind Nr.1“ (Public Enemy No. 1) zu titulieren. Die Liste erhöhte den Verfolgungsdruck auf die darin gelisteten Personen enorm.
Nachdem man zunächst nur mit diversen Untersuchungsausschüssen gearbeitet hatte, wurde 1970 der RICO-Act erlassen. Dieser ermöglicht es Bundesstaatsanwälten, Klage zu erheben, wenn eine Person in Verdacht steht, einer kriminellen Organisation anzugehören. Dies kann der Fall sein, wenn der Angeklagte innerhalb von zehn Jahren zwei von insgesamt 35 definierten Straftaten mit demselben Ziel oder Resultat begangen hat. Zunächst nur wenig bedeutend, wurde die Regelung dann in den 1980er Jahren in zunehmendem Maße angewendet. Mit Hilfe dieses Gesetzes gelang es zunächst den „Mob“ in den USA zurückzudrängen.

## Organisation

### Hierarchie

Struktur einer US-amerikanischen Mafia-Familie

Vom Aufbau der Hierarchie entspricht die amerikanische Cosa Nostra im Wesentlichen der sizilianischen. Allerdings wurden die ursprünglichen Begriffe amerikanisiert.
Grundlage der Organisation bildet die sogenannte „Familie“, dabei ist der Begriff nicht wörtlich zu nehmen, da sie nicht wie bei der ’Ndrangheta aus Kalabrien tatsächlich auf Blutsverwandtschaft begründet ist. Jeder Familie steht ein Boss vor, der die Kommandogewalt innehat. Der Boss ist in aller Regel nicht mehr selbst in die Tagesgeschäfte verwickelt. Als Mitglied der sogenannten ehrenwerten Gesellschaft obliegt es ihm, Kontakte zu Vertretern der Politik, Behörden und Wirtschaft zu pflegen und dort die Interessen der Familie zu stärken, beispielsweise durch Korruption, Geldwäsche oder das Betreiben von Tarnfirmen.
Im Sinne der Omertà, der Schweigepflicht der Mitglieder der Mafia, wird er nach unten abgeschottet und überlässt das Tagesgeschäft dem „Underboss“. Die Kommandogewalt vor Ort übt ein „Streetboss“ aus, der als Kommandierender im Feld fungiert. Ein „Acting Boss“ tritt meist in Kraft, sollte das eigentliche Oberhaupt inhaftiert, oder dem Ruhestand nahe sein.
Wie in der legalen Wirtschaft auch, verfügt die „Familie“ über eine Stabsstelle, d. h. der Boss hat einen oder mehrere Consigliere als Berater. Teilweise hat sich ein Modus Operandi wie in einer legalen Aktiengesellschaft herausgebildet, so dass ein erfolgreicher Boss unter Umständen im Alter in die Position des Consigliere wechselt, so wie ein Geschäftsführer anschließend in den Aufsichtsrat bestellt wird.
Die einzelnen Gruppen werden dann von einem Capo bzw. Captain befehligt, der als Gruppenführer die Befehle direkt vor Ort umzusetzen hat.
Die einfachen Mitglieder sind dann sozusagen die Soldaten. Gegenseitig wird der Begriff Mafioso nicht gebraucht. Mitglieder bezeichnen sich selbst oder andere als Man of Honor, One of Us, A Friend of Us.
Personen, die keine Mitglieder der Cosa Nostra sind – entweder weil sie noch getestet werden, aber auch weil ihre Mitgliedschaft aus ethnischen Gründen ausgeschlossen ist – gelten als Assoziierte („Associate“). Das Besondere in den USA ist die ausgedehnte Zusammenarbeit mit Assoziierten, die in der Vergangenheit fälschlicherweise als Vollmitglieder wahrgenommen wurden. Dies galt insbesondere für Personen jüdischer Herkunft, die von den Medien der Kosher Nostra zugerechnet wurden. Aber auch Gewerkschaftsbosse wie Jimmy Hoffa wurden als Mobster wahrgenommen.
Herrschaftspyramide:
Boss ↔ Consigliere/Advisor/Right-Hand Man
------------------------------------------------------
1. Underboss (Acting Boss, Street Boss)
2. Caporegime/Capo/Captain/Skipper: wurde ursprünglich Capodecina (Kopf von zehn) genannt, da dieser nur etwa zehn Soldaten beaufsichtigte
3. Einfaches Mitglied: Made Man, Soldato, Full Member, Man of Honor (italienisch: uomo d'onore), One of Us, A Friend of Us

------------------------------------------------------
Assoziierter: („Associate“); Anwärter bzw. Verbündeter

### Mitgliedschaft
Auf Sizilien wird streng auf die Herkunft der Mitglieder geachtet: Es handelte sich bei Mafiosi grundsätzlich immer um Sizilianer.
In den USA konnte diese Trennung innerhalb der Gruppen nicht aufrechterhalten werden. So öffnete sich die sogenannte Unione Siciliana schließlich auch Nicht-Sizilianern wie Al Capone, und der Sizilianer Lucky Luciano arbeitete sowohl mit dem Kalabresen Frank Costello als auch mit Vito Genovese, der Neapolitaner war, sowie mit einigen Nicht-Italienern eng zusammen. Vollmitglieder aber sind fast ausnahmslos rein italienischer Abstammung, da nur sie als vertrauenswürdig gelten. Der irische Auftragsmörder Frank Sheeran gehörte zu den sehr wenigen Nichtitalienern, die das FBI zu den Vollmitgliedern der amerikanischen Cosa Nostra zählte. Dies war aber eine sehr seltene Ausnahme. So konnte der berühmte Mobster Henry Hill, der Mitte des 20. Jahrhunderts ein Assoziierter der New Yorker Lucchese-Familie war, nie ein Mitglied der Cosa Nostra werden, da seine Mutter zwar sizilianischer Abstammung, sein Vater aber irischer Abstammung war. Dieser Umstand wurde 1990 in Martin Scorseses Film GoodFellas – Drei Jahrzehnte in der Mafia erwähnt.
Es besteht ein Zusammenschluss namens National Crime Syndicate, dem eine „Kommission“ vorsteht, in dem zeitweilig auch Nicht-Italiener Sitz und Stimme hatten. Insbesondere ist hier der polnisch-russische Meyer Lansky zu nennen – dieser vertrat die damals recht zahlreichen jüdischen Gangster in den USA. Für diese kam auch der ironische Begriff Kosher Nostra in Umlauf. Doch die durchaus beachtlichen Verbrecherkarrieren jüdischer Gangster blieben, im Gegensatz zu den Italienern, in aller Regel nur das Phänomen einer einzigen Generation. Eine Kultur des Verbrechens wurde im Gegensatz zur Cosa Nostra von diesen aus Osteuropa stammenden jüdischen Einwanderern nicht ausgebildet und daher auch nicht an die Nachkommen weitergegeben; die kriminellen Umtriebe blieben nachfolgenden Generationen häufig verborgen. Mit dem Tod dieser Generation – der Kosher Nostra – endete darum eine spezielle Facette des organisierten Verbrechens in den USA, während sich die italienischstämmige Cosa Nostra immer wieder erneuert.
Traditionell wird vor einer Aufnahme in die Cosa Nostra eine Zeit lang Potenzial, Bereitschaft und Loyalität des Rekruten getestet. In einigen Fällen muss dieser, um aufgenommen zu werden, einen Mord oder eine andere schwere Straftat begehen, um zu beweisen, dass er kein Undercover-Agent ist. Bei einem ersten Mordauftrag ist in Mafiakreisen die Rede von making your bones, und hat man diesen erfüllt, erhält man den Titel button man (ein sogenannter „Knopfmann“), oder auch Hitman (Vollstrecker). Durch den in der New Yorker Bonanno-Familie verdeckt ermittelnden FBI Special Agent Joseph Pistone alias „Donnie Brasco“ erfuhren die Behörden diese Fakten aus erster Hand.

### Die Familien
Die amerikanischen Familien sind manchmal nach ihrem Standort, häufig jedoch nach einer bestimmten Person benannt. Es gibt, verglichen mit der Situation auf Sizilien, sehr wenige Familien in den USA. Die US-Familien sind dafür sehr groß und operieren oft landesweit. So waren Las Vegas und das östliche Florida jahrzehntelang „offen“, d. h. jede Familie konnte dort im Glücksspiel operieren, solange sie keiner anderen in die Quere kam.
Die wichtigsten Clans sind die Fünf Familien von New York City: Bonanno, Colombo, Gambino, Genovese und Lucchese. Die Existenz der fünf Familien wurde 1983 durch den ehemaligen Boss Joseph „Joe Bananas“ Bonanno, Sr. in seinem Buch „A Man of Honor: The Autobiography of Joseph Bonanno“ zugegeben. Dazu tritt als sechste Organisation das Chicago Outfit. Familien anderer großer Städte in den USA werden zumeist mehr oder minder stark von diesen sechs Familien dominiert.
| Name                                                         | Hauptsitz          | Nebenstandorte                                                                   |
| ------------------------------------------------------------ | ------------------ | -------------------------------------------------------------------------------- |
| Balistrieri-Familie                                          | Milwaukee          | Nebenstandorte in ganz Wisconsin                                                 |
| Bruno-Familie (Philly Mob)                                   | Philadelphia       | Baltimore, Delaware, Atlantic City (New Jersey), Trenton (New Jersey)            |
| Chicago Outfit (The Outfit)                                  | Chicago            | Süd-Florida, Las Vegas, Los Angeles                                              |
| Civella-Familie                                              | Kansas City        | Nebraska, Las Vegas, Los Angeles, Washington, D.C.                               |
| DeCavalcante-Familie                                         | Elizabeth          | Atlantic City (New Jersey), Trenton (New Jersey), New York, Connecticut, Florida |
| Dragna-Familie                                               | Los Angeles        | Las Vegas                                                                        |
| Fünf Familien von New York:                                  | New York City      |                                                                                  |
| Bonanno-Familie                                              | New York City      | Montreal                                                                         |
| Colombo-Familie (ehem. Profaci-Familie)                      | New York City      | Massachusetts, Süd-Florida, Las Vegas, Los Angeles                               |
| Gambino-Familie (ehem. Mangano-Familie)                      | New York City      | New Jersey, Tampa, Süd-Florida, Ohio, Las Vegas, Los Angeles                     |
| Genovese-Familie (ehem. Morello-Familie und Luciano-Familie) | New York City      | New Jersey, Connecticut, Massachusetts, Pittsburgh, Süd-Florida, Los Angeles     |
| Lucchese-Familie (ehem. Gagliano-Familie)                    | New York City      | New Jersey, South Florida, Ohio, Las Vegas                                       |
| Giordano-Familie                                             | St. Louis          |                                                                                  |
| LaRocca-Familie                                              | Pittsburgh         | Allegheny County, West Virginia, Ost-Ohio                                        |
| Licavoli-Familie (Mayfield Road Mob, ehem. Porrello-Familie) | Cleveland          | Ohio, Süd-Florida, Las Vegas                                                     |
| Magaddino-Familie (The Arm)                                  | Buffalo            | Syracuse, Rochester, Utica, Ontario, Nordwest-Pennsylvania, Las Vegas            |
| Patriarca-Familie (Neuengland-Familie, The Office)           | Boston, Providence | Rhode Island, Greater Boston, Ost-Connecticut, New Hampshire, Maine              |
| Trafficante-Familie (Tampa Mafia)                            | Tampa              | In ganz Florida aktiv                                                            |
| Zerilli-Familie (Detroit Partnership, Detroit Mafia)         | Detroit            | Michigan, Windsor (Ontario), Toledo (Ohio)                                       |

nicht mehr bestehende Familien
| Name              | Hauptsitz               | Nebenstandorte                             | inaktiv seit: |
| ----------------- | ----------------------- | ------------------------------------------ | ------------- |
| Bufalino-Familie  | Pittston (Pennsylvania) | Wilkes-Barre, Scranton (Pennsylvania)      | 2008          |
| Cerrito-Familie   | San José                | San Francisco Bay Area, Santa Clara County | 1995          |
| Civello-Familie   | Dallas                  | Houston, Austin (Texas)                    | 1990          |
| Lanza-Familie     | San Francisco           | Las Vegas                                  | 2006          |
| Matranga-Familie  | New Orleans             |                                            | 2006          |
| Rochester-Familie | Rochester (New York)    |                                            | 1993          |
| Smaldone-Familie  | Denver                  |                                            | 2006          |

Die verstärkte Zusammenarbeit der originären sizilianischen Mafia mit der amerikanischen Cosa Nostra aufgrund des Drogenhandels (über die sogenannte Pizza Connection) hat beide Segmente, die lange Zeit vollkommen unabhängig voneinander agierten, wieder enger zusammengeführt und das Ganze in gewisser Hinsicht zeitweise tatsächlich erneut zu einer gemeinsamen Sache (italienisch.: „Cosa nostra“ – „Unsere Sache“) gemacht. Trotzdem unterscheiden sich die beiden Organisationen erheblich voneinander. Die temporär sehr enge Zusammenarbeit kann nicht darüber hinwegtäuschen, dass beide Organisationen über eine jeweils eigene Mentalität verfügen und sich in dieser von ihrem Pendant auch deutlich unterscheiden. Vor allem der höhere Organisationsgrad der sizilianischen Cosa Nostra lässt diese, ihrem amerikanischen Ableger gegenüber, überlegen erscheinen.
Einige Medien nahmen an, dass die sogenannte Colacurcio-Familie aus Seattle, Teil der amerikanischen Cosa Nostra sei, jedoch waren sie keine Mafia-Mitglieder und verfügten über keine hierarchische Befehlskette wie es bei der Cosa Nostra üblich ist, auch wenn Frank Colacurcio sich Anfang der 1970er Jahre in Yakima (Washington) mit Salvatore „Bill“ Bonanno, getroffen haben soll, um eine Partnerschaft zu diskutieren. Colacurcio antwortete gegenüber einem Reporter, dass er und seine Familie nach Yakima gegangen waren, um Paprika zu kaufen, „aber ich habe keine Bananen gewählt.“

### Rituale und Regeln

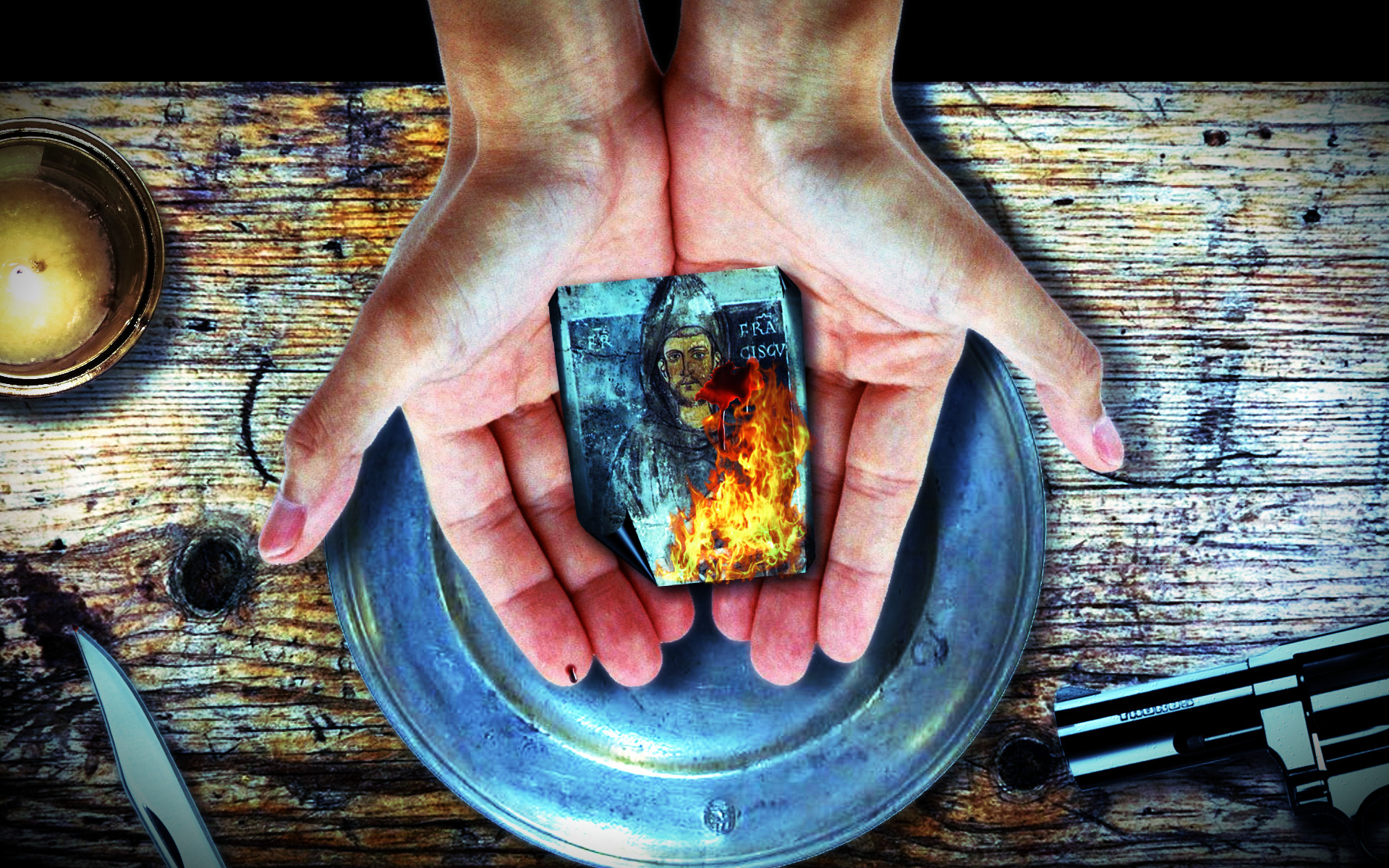
Cosa Nostra Initiationsritual

Soll ein neues Mitglied in eine Familie aufgenommen werden, so bekommt der Anwerber einen Anruf mit dem Befehl, sich gut gekleidet für seine Abholung bereitzuhalten. Nach seiner Abholung wird er entweder allein oder mit weiteren anerkannten Anwerbern in einen Raum gebracht, wo der Boss in Gegenwart von mindestens einem weiteren Made Man die Aufnahmezeremonie abhält.
Der Familien-Boss nimmt ein neues Mitglied auf, indem er in einer Zeremonie etwas Blut vom „Abzugsfinger“ des neuen Mitgliedes auf ein Bild eines Heiligen (zumeist Franz von Assisi oder die Jungfrau Maria) tropfen lässt, das Bild anbrennt, in dessen Hände legt und ihn dabei einen Eid ablegen und auf die „Omertà“ schwören lässt.
Der geschworene Eid kann von Familie zu Familie variieren, aber ist in der Tradition in etwa wie folgt: „As this card burns, may my soul burn in Hell if I betray the oath of Omertà“ oder „As burns this saint, so will burn my soul. I enter alive and I will have to get out dead.“
Mafiamitglieder dürfen sich gegenüber anderen Mafiosi nicht einfach zu erkennen geben, sondern müssen einander von einem dritten Gangster, der beide kennt, vorgestellt werden. Stellt ein Made Man einem anderen gemachten Mann von der Cosa Nostra ein Mitglied vor, so wird dabei oft die Phrase „a friend of ours“ (ein Freund von uns) benutzt, was vermittelt, dass dieser ebenfalls ein gemachter Mann ist und mit ihm offen gesprochen werden kann.
Stellt ein Made Man einem anderen gemachten Mann hingegen einen Partner oder potentiellen Rekruten vor, benutzt er stattdessen den Ausdruck „a friend of mine“ (ein Freund von mir).
In New York stellte die Mafia folgende Regeln auf:
1. Omertà – Schweigepflicht, insbesondere keinerlei Zusammenarbeit mit Behörden. Diese Pflicht geht so weit, dass auch falschen Anschuldigungen seitens der Behörden nicht widersprochen wird. Mit Joe Valachi gab es 1963 dann den ersten Bruch der Omertá durch ein hochrangiges Mitglied. Insbesondere mit dem RICO-Act von 1970 stieg die Zahl der Penti stark an.
2. Ethnizität – nur ethnische Italiener können aufgenommen werden. Auch Halb-Italienern wird die Mitgliedschaft verwehrt; siehe insbesondere Henry Hill. Nicht-Italiener konnten aber Associates (Partner), Alliierte der Mafia sein. Als eine der wenigen Ausnahmen gilt Frank Sheeran, der lt. FBI mit seiner irisch.schwedischen Abstammung eine Vollmitgliedschaft hatte. Insbesondere die Bonanno-Familie agierte auch nach der Aufstellung der Regel weiter traditioneller, da der Clan zunächst überwiegend aus Einwanderern aus Castellammare del Golfo bestand und sehr auf die sizilianische Abstammung seiner Mitglieder achtete. (Gerade bei den Mustache Petes der ersten Stunden galt noch die Zusammenarbeit mit Nicht-Sizilanern als suspekt, wie sie insbesondere von Lucky Luciano mit dem Nicht-Sizilianer Frank Costello betrieben wurde. Ganz zu schweigen von seiner Zusammenarbeit mit Kosher Nostras. wie Meyer Lansky.)
3. Family secrets – Familiengeheimnisse. Mit Nicht-Mitgliedern dürfen Familieninterna nicht besprochen werden.
4. Blood for blood – Blut für Blut. Rachemorde müssen durch den Boss genehmigt werden.
5. No fighting among members – Kein (physischer) Kampf zwischen Mitgliedern der Mafia.
6. Tribute – Tributzahlungen müssen jeden Monat an den Boss entrichtet werden, was auch Nebengeschäfte mit beinhaltet.
7. Adultery – Ehebruch. Für Mitglieder sind die Ehefrauen anderer Mitglieder tabu.
8. No facial hair – Kein Gesichtshaar. Um sich von den sogenannten Mustache Petes zu unterscheiden, wurden Bärte tabuisiert.[32][33]

Homosexualität ist ein todeswürdiges Delikt. 1992 wurde John D’Amato, acting boss der DeCavalcante-Familie, ermordet, als seine Homosexualität bekannt wurde.

## Beschäftigungsfelder

### Kreditwucher, Schutzgeld, Prostitution
Die wichtigsten ursprünglichen Geschäfte der amerikanischen Cosa Nostra waren von jeher der Kreditwucher, die Schutzgelderpressung und Prostitution. Letzteres war in der sizilianischen Cosa Nostra eigentlich verboten, aber die ‚Amerikaner‘ hielten sich nicht daran; als Lucky Luciano später auch in Italien das Geschäftsfeld etablieren wollte, wurde den Sizilianern zugesagt, ausnahmslos Nicht-Italienerinnen für diesen Geschäftszweig bereitzustellen.

„Wir haben die Prostitution stets von den Geschäften der Cosa Nostra ausgeschlossen und alle verachtet, die die Prostituierten ausbeuten. In den 1930er Jahren schickte der Präfekt Mori auch Zuhälter auf die Inseln [Sizilien] in die Verbannung. Dort organisierten die Uomini d’onore (Ehrenmänner) Prügelaktionen gegen diese ‚Ricottari‘, wie sie seinerzeit hießen.“

Trotz aller neueren und lukrativeren Geschäftsfelder hat die US-amerikanische Cosa Nostra diese Bereiche nie aufgegeben. Selbst wenn sie die Geschäfte selbst nicht (mehr) betreibt, verlangt sie in der Regel eine Beteiligung an den Gewinnen aus illegalen Geschäften und erweitert so die Reichweite von Schutzgeld auch auf illegale Unternehmen.

### Glücksspiel
Die Banden in den Five Points betrieben immer schon das Glücksspiel; auf den Straßen von New York City wurden Kartenspiele und italienische Lotterien („number games“) organisiert. Vor und nach dem Drogenhandel war dies immer eine lukrative Einnahmequelle gewesen. Ursprünglich war das Glücksspiel in den USA stark eingeschränkt und größtenteils verboten; als der Bundesstaat Nevada aufgrund der Wirtschaftskrise seine Gesetze lockerte, zog es die Mobster nach Las Vegas, wo sie durch den Einsatz von Strohmännern in den Besitz mehrerer Casinos gelangten oder diese selbst aufbauten.
Hierzu nutzten sie vor allem ihre Kontakte zu den Kosher Nostras um Meyer Lansky, und es waren u. a. Personen wie Gus Greenbaum und Frank Rosenthal, die die Casinos in Las Vegas und bald auch schon in Atlantic City organisierten. Durch die Verbindung und Kooperation mit General Fulgencio Batista auf Kuba erlangten die Mobster auch dort die vollständige Kontrolle über Buchmacher und Lotterien in den wichtigsten Großstädten des Landes.
Herrschte schon in Las Vegas die groteske Situation, dass Glücksspiel und Sportwetten in einer Form erlaubt waren, die im Rest der USA verfolgt wurden, so herrschten auf Kuba geradezu paradiesische Verhältnisse. Hochrangige Mobster die z. B. im Tropicana von Havanna eintrafen, wurden wie hochrangige Staatsgäste behandelt; in den Hotels wurde zu ihrem Empfang der Rote Teppich ausgerollt. Der gesamte kubanische Staat war durch Korruption derartig ausgehöhlt, dass die Kubanische Revolution letztlich leichtes Spiel hatte. Batista und die Gangster mussten 1959 Kuba fluchtartig verlassen und intensivierten ihre Aktivitäten in den USA, aber auch z. B. auf den Bahamas.

### Drogen
Der Drogenhandel war immer eine umstrittene Sache in Kreisen der Italiener gewesen; noch stärker als bei der Alkoholprohibition, war der Handel mit Heroin von Anfang an mit einem Verfolgungsdruck belegt, der eine Gefahr für die Gesamtorganisation darstellte.
Andererseits waren die meisten Familien durch den Alkoholschmuggel reich geworden und es waren nun häufig die Mitglieder der „streetcrews“ die – insbesondere bei nun gängigen Aktivitäten der Wirtschaftskriminalität – am wenigsten abbekamen. Diese waren dann besonders offen für derartige riskante Geschäfte. Als durch den internationalen Drogenhandel die amerikanische Cosa Nostra resizilianisiert wurde, da die sizilianischen Familien die Kontrolle über den Handel erlangten und ihren Einfluss in Amerika ausbauten, waren es erneut die einfachen ‚Soldaten‘ der Straßengangs, die sich nicht an die Absprachen hielten, das Geschäft nur den Sizilianern zu überlassen. (Siehe Cosa Nostra: Struktur)

### Labor Racketeering
Die Unterwanderung und Korrumpierung der Gewerkschaften, auch „labor racketeering“ genannt, begann bereits in den frühen Jahren des 20. Jahrhunderts. Zunächst war es ein lukratives Geschäft gewesen, auf Seiten der Arbeitgeber in die Arbeitskämpfe einzugreifen, später war es noch gewinnbringender, seine Schläger unparteiisch an den Meistbietenden zu verleihen. Einige dieser Auseinandersetzungen wurden als Labor Slugger War legendär. Es waren zunächst Kosher Nostras, die hier ein Gewaltmonopol aufbauten; erst unter Louis Buchalter wurde die Verbindung zu den Sizilianern verstärkt, da die gemeinsam betriebene Murder, Inc. als administratives Tötungsorgan für das National Crime Syndicate gebildet wurde.
Eine besondere Verbindung entwickelte sich zur Gewerkschaft der Transportarbeiter der Teamsters. Durch die Niederschlagung der irischen White Hand Gang waren die Italiener an die Kontrolle der Hafendocks in New York City gekommen. Daraus ergab sich nicht nur die Möglichkeit, in den Docks gezielt zu stehlen, sondern durch die Unterwanderung der Gewerkschaft konnte bei den Gewerkschaftsmitgliedern abkassiert werden, und die Gewerkschaftsbüros waren eine perfekte Tarnung. Als Gegenleistung sicherten sie Gewerkschaftern wie Jimmy Hoffa die Präsidentschaft über die Gewerkschaft und hielten Konkurrenten in Schach. Es waren dann die Pensionsgelder des 1960 gegründeten Central States Pension Fund, die zur Finanzierung der Casinos in Las Vegas in den 1970er Jahren herangezogen wurden.

## Die Geschichte der amerikanischen Cosa Nostra

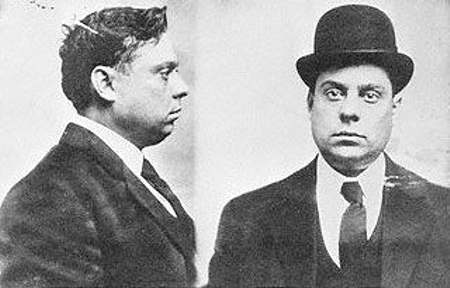
Ignazio „Lupo“ Saietta

### Die Anfänge
Unter den italienischen Immigranten (davon ca. 800.000 Sizilianer), die ab den 1870er Jahren ihrer Armut nach Amerika entflohen, befanden sich auch Kriminelle, die bald begannen, ihre Landsleute in den Großstädten zu erpressen. Die gewählte Methode der Erpressung wurde als Blackhand in den USA zum Synonym für Erpressung allgemein. Perfektioniert wurde diese Methode durch die Black Hand Gang, die ursprünglich wohl ein Ableger bzw. Imitation der anarchistischen La Mano Negra (it. „Die Schwarze Hand“) gewesen sein soll. In New York City unter Ignazio „Lupo“ Saietta weitete sie jedoch ihre Geschäftstätigkeit aus; insbesondere wurde ein groß angelegter Falschgeldring aufgezogen, darin war wahrscheinlich auch der sizilianische Don Vito Cascio Ferro verwickelt, sowie die Unione Siciliana unterwandert.
Durch Einheirat gab es eine familiäre Beziehung zur Morello-Familie, die als Vorläufer des später als „Genovese-Familie“ klassifizierten Clans gilt und die wohl erste italo-amerikanische Mafiafamilie mit der als typisch geltenden Struktur, wie sie noch für die US-amerikanische Cosa Nostra gilt, gewesen ist. Gegen 1917 gelang es der Morello-Familie, eine Konkurrenzorganisation neapolitanischer Einwanderer von der Camorra, welche vor Ort von Pellegrino Morano geleitet wurde, in einem blutigen Konflikt aus New York zu verdrängen.
Andere italienische Einwanderer übernahmen die völlige Kontrolle über italienische Viertel wie Little Italy in New York City, Chicago und New Orleans, indem sie sich – als so genannte „Mustache Petes“ (Mafiosi der originären Cosa Nostra) – mit Gewalt zu den einzigen Lieferanten für importierte Waren aus Sizilien (Olivenöl, Käse, Brot und ähnliche) machten oder sich das Monopol für Geschäfte mit italienischen Lotterien verschafften.
In New York City hatte sich – neben anderen Straßengangs – außerdem die Five Points Gang gebildet, in der später berüchtigte Mafiosi wie Al Capone, Lucky Luciano etc. Mitglied waren und die als weitere Quelle zu einem Teil der Bildung und Organisation der amerikanischen Cosa Nostra anzusehen ist.

### Mafia-Camorra-Krieg
Zwischen 1914 und 1918 fand in New York City der sogenannte Mafia-Camorra-Krieg statt. Dieser bezeichnet im Wesentlichen Kämpfe zwischen der neapolitanisch-stämmigen Camorra und der sizilianisch-stämmigen Mafia. Innerhalb der italienischen Gemeinschaft von New York City war East Harlem im Wesentlichen sizilianisch geprägt, während Brooklyn mehrheitlich neapolitanisch war. In Brooklyn bildeten sich die Navy Street Gang mit Alessandro Vollero sowie die Coney Island Gang mit Pellegrino Morano als Oberhaupt und in East Harlem war die bedeutende Morello-Familie ansässig. Gegen 1919, nach mehrjährigen wechselseitigen Morden mit ständig wechselnden Koalitionen verlor die Camorra schließlich aufgrund von Strafprozessen den Krieg. Auch Morano und Vollero wurden verurteilt und nach Italien ausgewiesen. Die sizilianisch-stämmige Mafia übernahm die Kontrolle und die „Neapolitaner“ ordneten sich den neuen Bossen unter. Die übrigen Cammoristi kamen schließlich unter die Führung des Sizilianers Salvatore D’Aquila. Diese Gruppierung gilt als Vorläufer des später als „Gambino-Familie“ klassifizierten Clans.

### Die Prohibition
Von 1919 bis 1933 war in den ganzen USA Handel und Produktion von Alkohol grundsätzlich verboten. Die von Anfang an sehr unpopuläre Alkoholprohibition führte zur Entstehung eines riesigen Schwarzmarkts. Kriminelle aller Art importierten Schnaps und Bier aus Kanada, Mexiko und sogar Schottland oder stellten den Alkohol in illegalen Brennereien und Brauereien selbst her. Darunter waren Iren, Juden, Griechen, Neapolitaner (wie Al Capone), Kalabresen und „echte“ Amerikaner; im Gegensatz zur Heimat verfügten die Sizilianer also nie über das illegale Gewaltmonopol. Ausgeschenkt bzw. verkauft wurden die alkoholischen Getränke in illegal betriebenen Clubs, die Speakeasy genannt wurden. Diese wurden ebenfalls vom organisierten Verbrechen betrieben.
In New York waren es Kosher Nostras, die 70 % des Alkoholschmuggels beherrschten, während die Italiener, letztlich in den Fünf Familien der Mafia organisiert, lediglich 25 % für sich verbuchen konnten; den Rest teilten sich irische und andere Gruppen. In Chicago hatte sich jedoch das von italienischen Einwanderern kontrollierte Chicago Outfit gegen irische Banden, insbesondere aber gegen die North Side Gang, durchgesetzt.

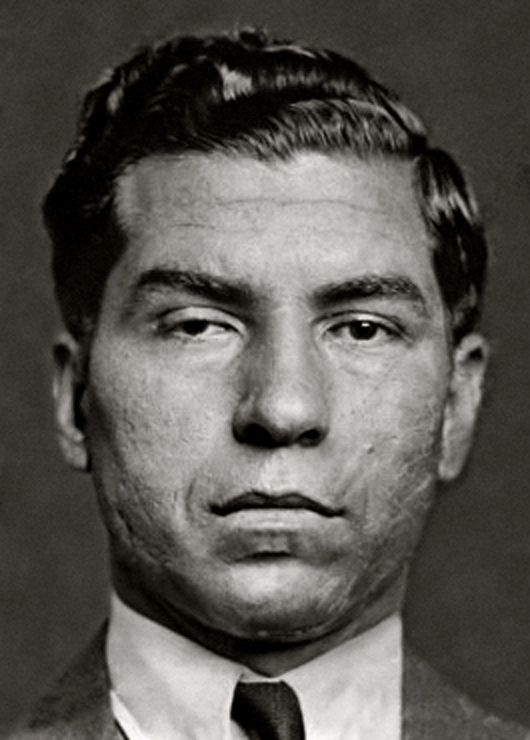
Lucky Luciano, Foto aus den 1930er Jahren.

Vor allem aus Kanada wurden riesige Mengen Alkohol in die USA geschmuggelt; der Alkohol wurde nach Chicago, Buffalo und Detroit gebracht und von dort auch weiter in andere Großstädte geschmuggelt. In diesem Geschäft operierten vor allem die jungen aufstrebenden Gangster wie Lucky Luciano, Meyer Lansky, Bugsy Siegel, Al Capone, Frank Costello und andere, die mit Nicht-Italienern in der Seven Group kooperierten. Die älteren traditionsbewussten vornehmlich sizilianischen Bosse, Mustache Petes genannt, begnügten sich dagegen mit ihren traditionellen illegalen Einnahmequellen wie der Schutzgelderpressung.
Das Geschäft mit dem Alkoholschmuggel boomte und brachte der amerikanischen Cosa Nostra große Profite und einen starken Machtzuwachs. Vor allem Chicago wurde zum Synonym für Kriminalität und organisiertes Verbrechen und Al Capone wurde zum Archetypus dieser Form illegaler Geschäftstätigkeit. Ursprünglich aus New York City, setzte er sich Anfang 1920 nach Chicago ab. Dort stieg er bald zum Adlatus des Bosses Johnny Torrio auf. Dieser berief ein Treffen aller Banden, auch der irischen, polnischen und jüdischen ein und schlug eine umfassende Zusammenarbeit vor.

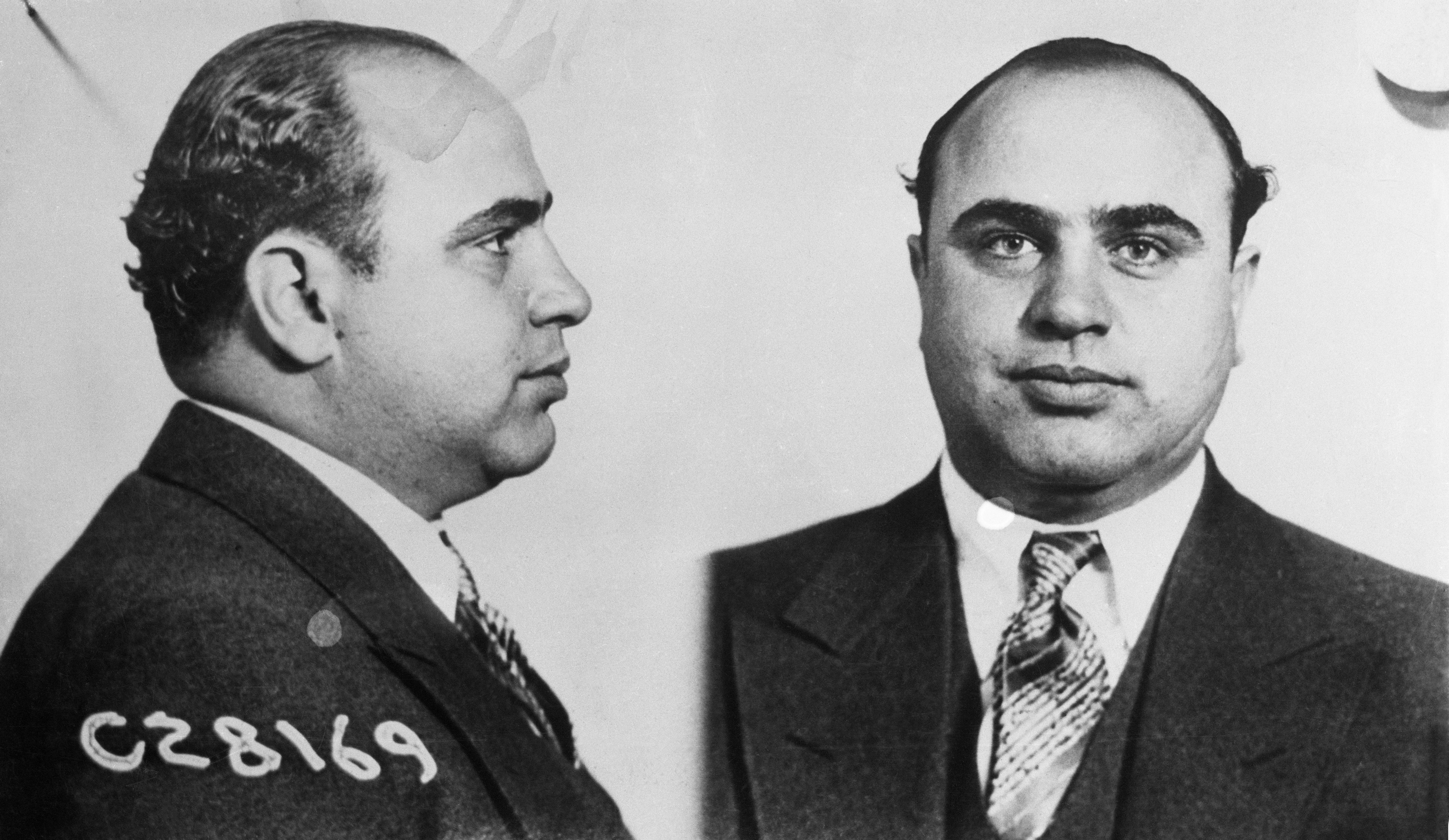
Al Capone, Polizeifoto vom 17. Juni 1931

Trotzdem kam es zum Konflikt mit der North Side Gang um Dean O’Banion; am 9. November 1924 wurde O’Banion in seinem Blumengeschäft erschossen. Die Reste der North Side Gang unter Hymie Weiss und später unter Bugs Moran führten den Kampf weiter. Am 24. Januar 1925 wurde Torrio in einen Hinterhalt gelockt und mit vier Schüssen niedergeschossen, überlebte aber. Er zog sich ins Privatleben zurück und übergab Capone die Geschäfte. Capone, nun der mächtigste Mann in der organisierten Kriminalität in Chicago und darüber hinaus, ging gegen seine Gegner rücksichtslos vor. Das Valentinstag-Massaker am 14. Februar 1929, in dessen Verlauf mehrere Mitglieder der „Nordseite“ ermordet wurden, machte ihn landesweit berühmt und berüchtigt. Auch wenn er sich dadurch endgültig die Vorherrschaft sicherte, wurde er nun die erste Zielscheibe der Behörden, da Frank J. Loesch, Vorsitzender der Chicago Crime Commission 1930 eine Liste von „Öffentlichen Feinden“ (en: „Public Enemy“) aufgestellt hatte, die in abgewandelter Form von der Chicago Tribune veröffentlicht wurde. Beide Listen führten Al Capone an erster Stelle; es wurde üblich ihn in der Presse als „Staatsfeind No.1“ zu bezeichnen. Die Liste erhöhte den Verfolgungsdruck auf die darin gelisteten Personen enorm. Wegen Einkommenssteuerhinterziehung 1931 verurteilt, musste Capone für zwölf Jahre ins Gefängnis.

### Der Castellammarese-Krieg
In New York hatten sich im Jahr 1930 die Strukturen und Reviere der Fünf Familien gefestigt. Die Familie von Joe „the Boss“ Masseria (Boss der als später klassifizierten Genovese-Familie, zuvor Morello-Familie) war die anerkanntermaßen stärkste in New York City. Masseria band in seine Familie auch nichtsizilianische Italiener ein.

„Neben der Masseria-Gruppe agierte in Manhattan und Brooklyn in enger Anlehnung an Masseria der Al Mineo Clan (später als Mangano- und dann als Gambino-Familie klassifiziert). Die Bronx kontrollierte Gaetano Reinas Gang (später als Gagliano- und dann als Lucchese-Familie klassifiziert), welcher der Sohn von Giacomo Reina aus Corleone war. Staten Island war das Arbeitsgebiet von Joseph Profacis Familie (später als Colombo-Familie klassifiziert). Die fünfte Gruppe (später als Bonanno-Familie klassifiziert) stellte eine Besonderheit dar, da sie ihre Mitglieder ausschließlich aus Immigranten aus Castellammare del Golfo rekrutierte. Der nominelle Boss dieser Formation war Nicola Schiro, das Sagen hatte jedoch Salvatore Maranzano. Die Castellammarese hatten sich ebenfalls für Manhattan und Brooklyn als Operationsgebiet entschieden. …“

Der intellektuelle Maranzano hatte eine persönliche Abneigung gegen Masseria und beide steuerten trotz der Konkurrenz mit anderen ethnischen Gruppen auf eine Auseinandersetzung um die Vorherrschaft zu, die als Krieg von Castellammare bezeichnet wird.
In der Folge kam es zu intrigenreichen und chaotischen Kämpfen, bei denen anfangs Masseria die Oberhand behielt, aber am 15. April 1931 erschossen wurde. Damit schien der Krieg beendet, Maranzano lud zu einem Bankett, ernannte sich selbst zum „Capo di tutti i capi“ (Boss aller Bosse) und formte die Fünf Familien neu.
Während er selbst die Führung über seine Familie behielt, ernannte er nach dem Tod Masserias Lucky Luciano zum Boss und Vito Genovese zum Underboss der Familie. Die ehemals von Al Mineo geleitete Familie wurde von Vincent Mangano und Albert Anastasia übernommen, die von Gaetano Reina nun von Gaetano Gagliano und Tommy Lucchese geleitet. Nur in der Profaci-Familie blieb alles beim Alten. Luciano und Maranzano überwarfen sich bald; beide wollten die alleinige Macht und am 10. September 1931 wurde Maranzano in seinen Geschäftsräumen ermordet. Joseph Bonanno wurde nach dem Tod Maranzanos zum neuen Boss der Familie gewählt. Diese Geschehnisse wurden 1991 in Die wahren Bosse – Ein teuflisches Imperium verfilmt.
Letztlich gingen die „Young Turks“ (de: Jungtürken) um Lucky Luciano als Gewinner über die Mustache Petes der alten Schule hervor. Auch setzte sich das Konzept Lucianos teilweise durch, die amerikanische Cosa Nostra auch den Nichtsizilianern zu öffnen. Die Aufnahme von Italienern aus Kalabrien oder Kampanien war in der Zukunft in den meisten Familien eher unproblematisch. Den Angehörigen anderer Nationalitäten blieb die Mitgliedschaft jedoch – von einzelnen Ausnahmen abgesehen – verwehrt.

### National Crime Syndicate
Nach der Ermordung Maranzanos wurde unter dem Einfluss von Lucky Luciano der status quo dieser Fünf Familien akzeptiert und auf eine zentrale Führungsperson darüber verzichtet und so fanden sich die Anführer der Fünf Familien, deren Assoziierte sowie Angehörige von Mafia-Clans anderer großer Städte (insbesondere des Chicago Outfit, aber auch „Kosher Nostras“ wie Meyer Lansky) bei einem Treffen in Chicago ein. Der Zweck des Treffens war es, das sizilianische Regime vom „Boss aller Bosse“ abzuschaffen und sich künftig gemeinsam zu einigen. So gründete man das National Crime Syndicate (engl. „Nationales Verbrechersyndikat“), in dem die sogenannte Amerikanische Mafia-Kommission der Cosa Nostra den Vorsitz hat und immer die dominierende Gruppe im Syndikat blieb.

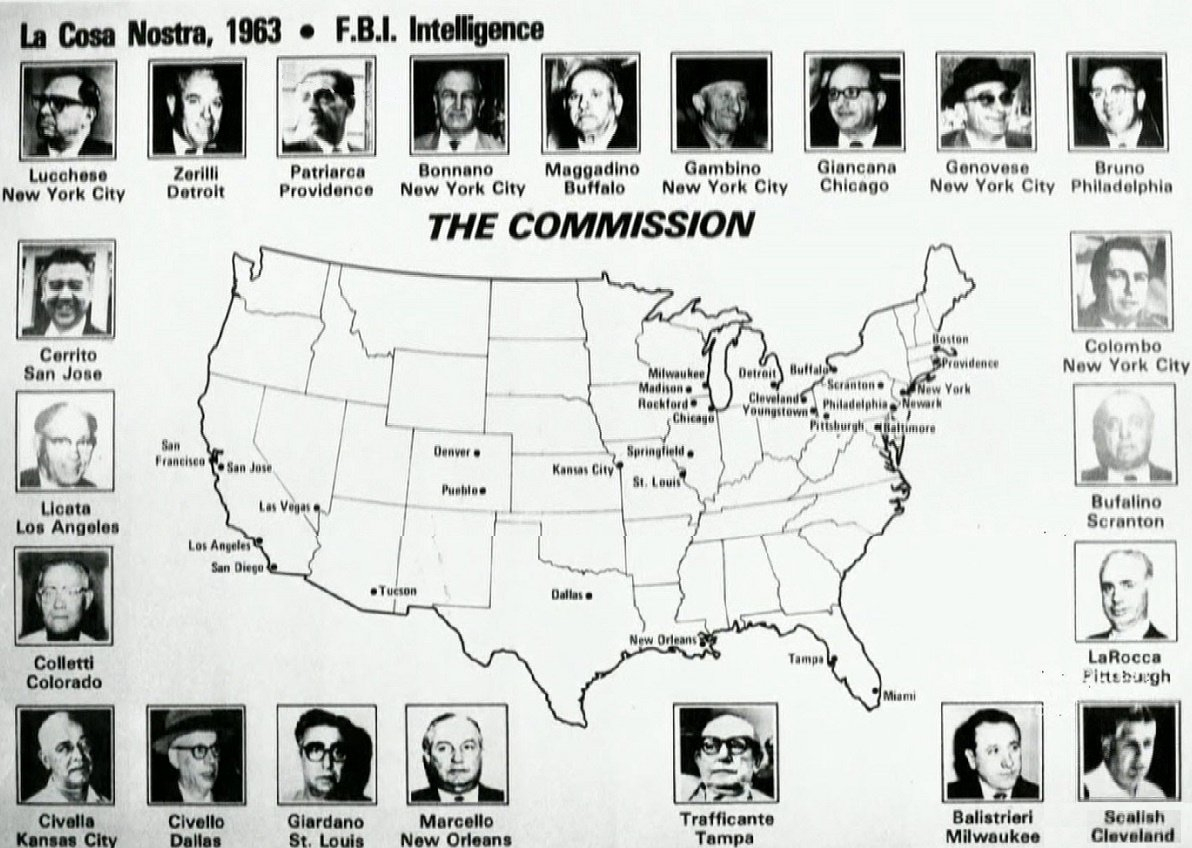
Fahndungsplakat, 1963

Die Kommission bestand fortan aus sieben Bossen, sprich: den Oberhäuptern der fünf New Yorker Familien: Lucky Luciano, Vincent Mangano, Tommy Gagliano, Joseph Bonanno und Joe Profaci, sowie Chicago Outfit-Boss Al Capone und Buffalo- bzw. Magaddino-Boss Stefano Magaddino. Luciano wurde zum Vorsitzenden der Kommission ernannt.
Auch auf Sizilien hatte es schon immer Absprachen zwischen verschiedenen Clans der Mafia gegeben; Überlegungen einer allgemeinen Ordnung in den USA waren bereits durch Johnny Torrio entwickelt worden, den Luciano noch als Mitglied der Five Points Gang kannte, bevor dieser nach Chicago gegangen war. Auch Maranzano war letztlich mit entsprechenden Vorstellungen aus Sizilien gekommen. Allerdings wollte dieser die Fünf Familien von New York und das Chicago Outfit unter seine Herrschaft als Oberboss bringen, während Meyer Lansky und Lucky Luciano, auf Ratschlag von Torri, ein modernes kooperatives Führungssystem, wie in der legalen Wirtschaft auch, vorschwebte.
Man traf sich künftig also, um über Aktivitäten und Territorien zu entscheiden. Würde sich nun ein neues Geschäft ergeben oder wollte eine andere „Familie“ expandieren, würde sich das „Syndicate“ treffen, um darüber zu verhandeln. Dies bedeutete, dass eine ehrgeizige Familie, welche die Grenze ohne Absprache überschritt, nicht nur einer, sondern allen anderen Familien den Krieg erklärte, genauso als würde sich ein Außenseiter mit dem gesamten Syndikat anlegen.

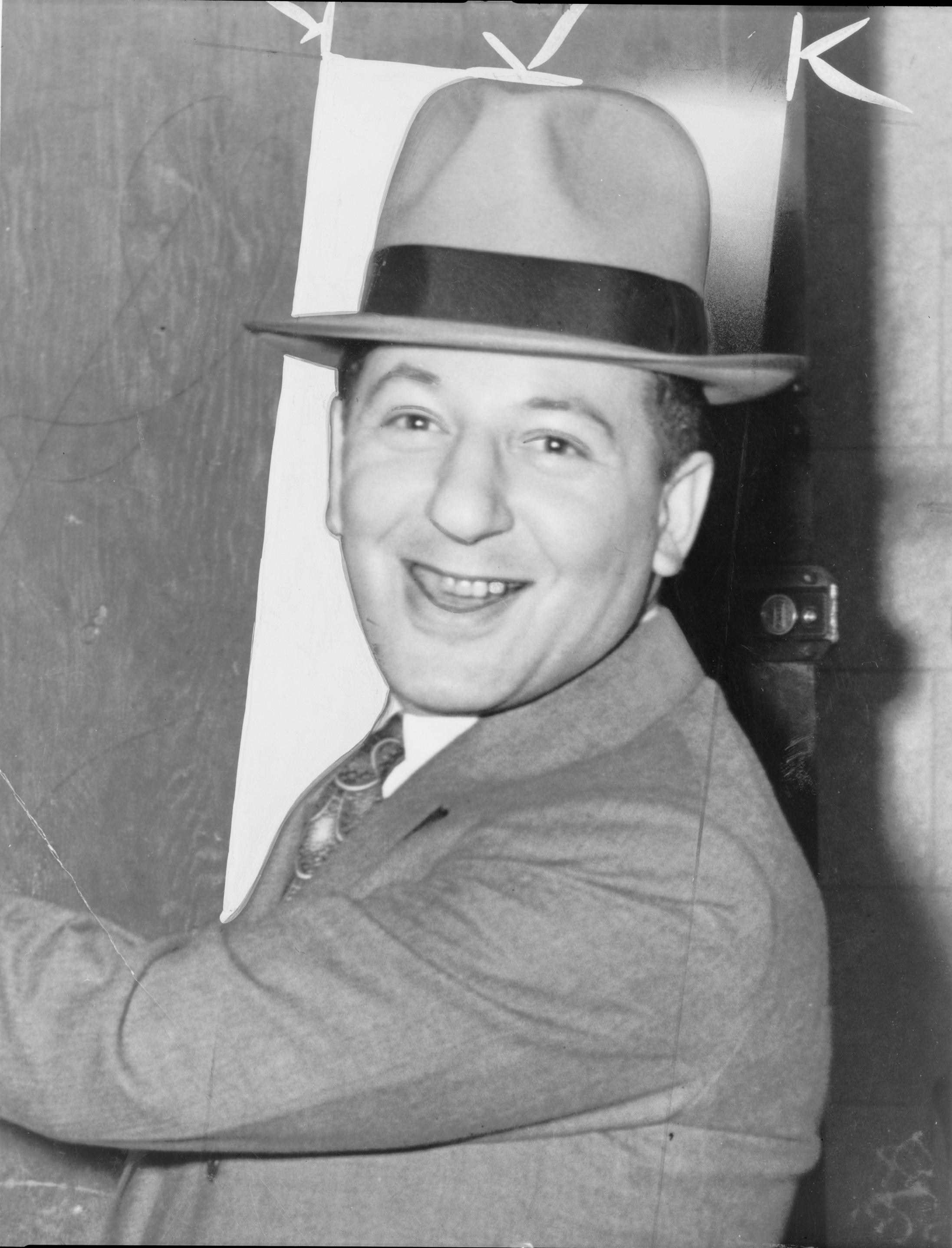
Louis Buchalter, 1939

Das Syndikat nutzte die von Louis Buchalter geleitete Murder, Inc., welche hauptsächlich gegründet wurde um die Interessen des Syndikats abzusichern, auszuweiten und Feinde aus neu emporkommenden Clans auszuschalten.
Blutige Familienkriege konnte diese Organisationsform zwar auch nicht verhindern, aber diese Konflikte wurden dadurch in der Regel eingedämmt. Durch diesen Frieden wurde auch die öffentliche Aufmerksamkeit reduziert, die durch Bandenkriege aufgeschreckt, letztlich den Fahndungsdruck der Polizei auf das Organisierte Verbrechen bisher immer erhöht hatte, was z. B. in der Vergangenheit letztlich zur Inhaftierung von Monk Eastman geführt hatte. Geschützt durch korrupte Politiker, Richter und Polizisten, würden die Familien des „National Crime Syndikate“ praktisch ungestört ihren Geschäften nachgehen können; zumindest war das die Vorstellung von Lansky und Luciano.

### 1933 bis 1941
Der Friedensplan von Luciano und den anderen Bossen ging jedoch letztlich nicht auf. Zwar etablierten in den 1933er Jahren sich die Fünf Familien in New York und expandierte in den 1930er Jahren, allerdings war diese Expansion auch der Tatsache geschuldet, dass nach dem Ende der Alkoholprohibition ein lukrativer Geschäftsteil weggebrochen war und durch neue Geschäftsfelder und Ausweitung des eigenen Einflusses kompensiert werden musste.
Zuerst entdeckte man Florida, das damals noch sehr dünn besiedelt war. Außerdem richteten sich die Familien an der Westküste der Vereinigten Staaten ein. 1940 ging Bugsy Siegel im Auftrag der New Yorker Familien nach Los Angeles, um dort die Gewerkschaften zu kontrollieren.
Außerdem konnte der staatliche Verfolgungsdruck letztlich doch nicht vermieden werden. Erstens hatte sich das Image der Mobster, insbesondere durch das Valentinstag-Massaker in Chicago von 1929, drastisch verschlechtert. Das führte letztlich dazu, dass Al Capone 1931 wegen Steuerhinterziehung verurteilt wurde. Zweitens hatten viele die Mobster als notwendiges Übel betrachtet, solange nur diese den (illegalen) Alkohol bereitstellen konnten; durch die Legalisierung war niemand mehr bereit, steigende Kriminalität weiter hinzunehmen.
Drittens waren es in New York gerade die politischen Verbindungen, von denen sich Luciano Protektion erhofft hatte, die nun indirekt zur Verschärfung der Verfolgung führten. 1933 war Fiorello LaGuardia zum Bürgermeister von New York gewählt worden. Der Republikaner war ins Amt gekommen, nachdem einer seiner korrupten Vorgänger wegen Annahme von Schmiergeldern zurückgetreten, angeklagt und nach Europa geflohen war. LaGuardia bestimmte Thomas E. Dewey zum Sonderankläger, um die Macht der korrupten Tammany Hall zu brechen. Dewey wandte sich gegen das organisierte Glücksspiel, das bereits geschäftliche Grundlage der klassischen Banden wie der Eastman Gang oder der Five Points Gang gewesen war und nun insbesondere von Dutch Schultz und seinen Schlägern organisiert wurde. Per Radio bat Dewey um Informationen und erhielt über 3000 Hinweise. Nachdem Schultz zunächst 1933 wegen Steuerhinterziehung angeklagt wurde, ging Dewey dann auch gegen Lucky Luciano vor.
Grundlage für Deweys Nachforschungen waren die Aktivitäten von Luciano im Bereich Prostitution und Mädchenhandel. Schultz hatte inzwischen beschlossen Staatsanwalt Dewey zu töten. Noch vor seiner eigenen Urteilsverkündung versuchte Luciano, Dutch Schultz von einem Mord an Dewey abzuhalten. Die „Kommission“ des National Crime Syndicate beschloss nach dessen Weigerung seinen Tod, um Gefahren für die Gesamtorganisation abzuwenden, die die Ermordung des Staatsanwaltes unweigerlich nach sich gezogen hätte und Schultz wurde ermordet. Dies wurde 1997 auch in Harlem, N.Y.C. – Der Preis der Macht (OT: Hoodlum) verfilmt.

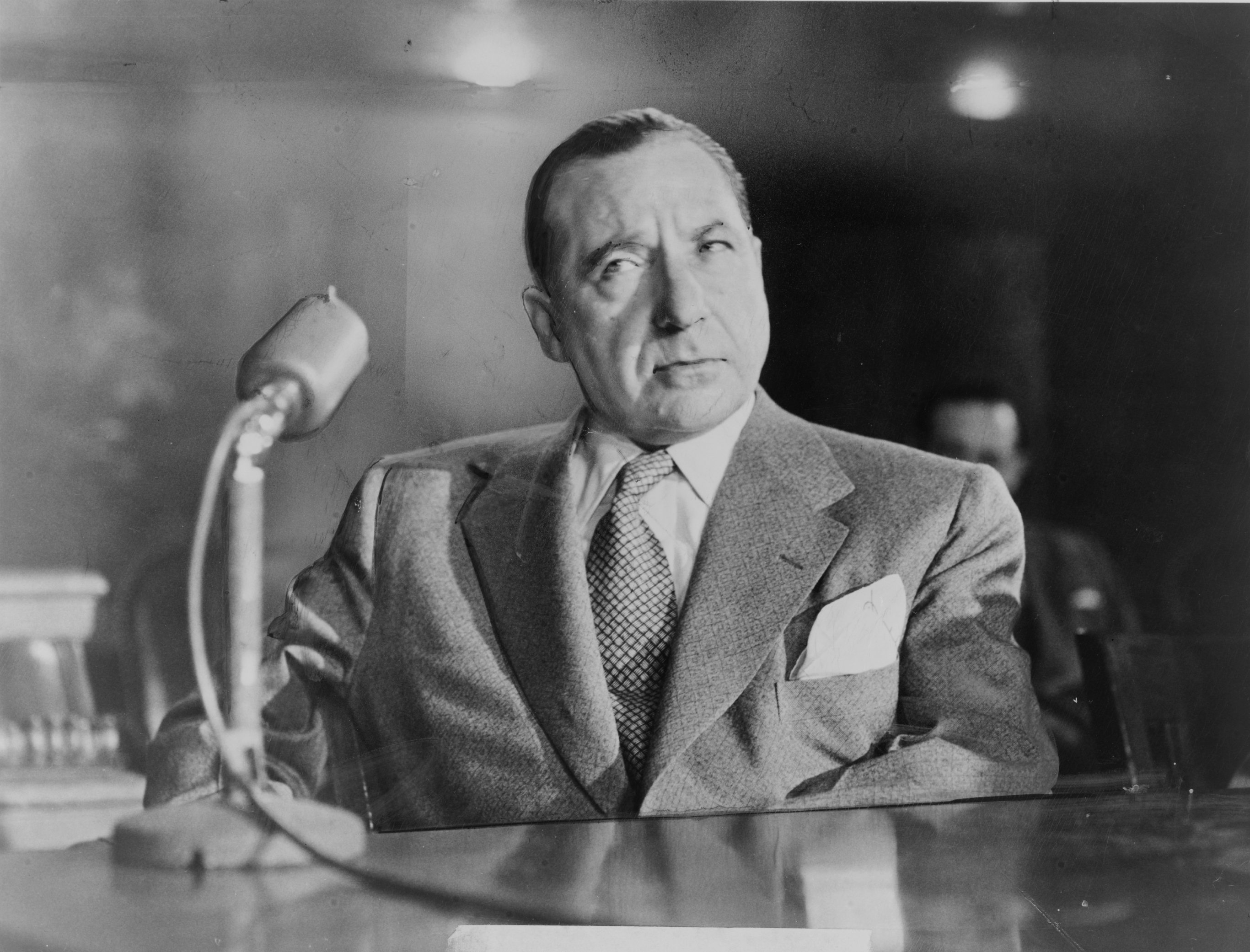
Frank Costello bei einer Befragung in den Kefauver-Hearings (1951)

Durch diese juristische Verfolgungen und internen Auseinandersetzungen wurden die Führungsebenen der Clans verändert. Für den inhaftierten Luciano übernahm Frank Costello die Führung der Genovese-Familie. Vito Genovese floh 1937 nach Italien, um einer Mordanklage zu entgehen. 1940 wurde Abe „Kid Twist“ Reles in New York festgenommen. Dieser war ein Angehöriger der Murder, Inc. und begann gegen die Zusage von Straffreiheit auszusagen.
Er lieferte viele seiner Kumpane aus, die fast alle hingerichtet wurden; darunter Louis Buchalter, der höchstrangige Mobster der USA, der je hingerichtet wurde. Eine weitere Anklage gegen Albert Anastasia scheiterte, da Reles am Tag des Gerichtstermins 11. November 1941 auf ungeklärte Weise aus dem obersten Stock eines Hotels stürzte, obwohl er von acht Polizisten bewacht wurde.

### Zweiter Weltkrieg
Durch den Angriff der Japaner vom 7. Dezember 1941 auf den Flottenstützpunkt Pearl Harbor in Hawaii waren die Vereinigten Staaten in den Zweiten Weltkrieg eingetreten und Adolf Hitler hatte den USA am 11. Dezember 1941 den Krieg erklärt. Bei der Operation Paukenschlag versenkten deutsche U-Boote ab dem 13. Januar 1942 eine Reihe von Handelsschiffen an der Ostküste der Vereinigten Staaten, so dass auf amerikanischer Seite Vermutungen aufkamen, in den eigenen Häfen seien Kollaborateure und Spione am Werk.
In den USA brach eine Hysterie aus und hinter allen diesen Aktivitäten wurden (nationalsozialistische) Spione vermutet. „Vorsorglich“ wurden japanisch- und deutschstämmige US-Bürger verhaftet, auch wenn gegen diese nichts vorlag, und während des Krieges in Sammellagern interniert.

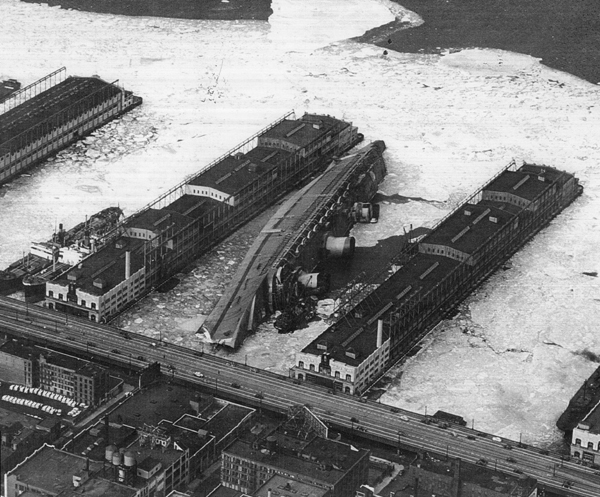
Lafayette gekentert, 22. Februar 1942.

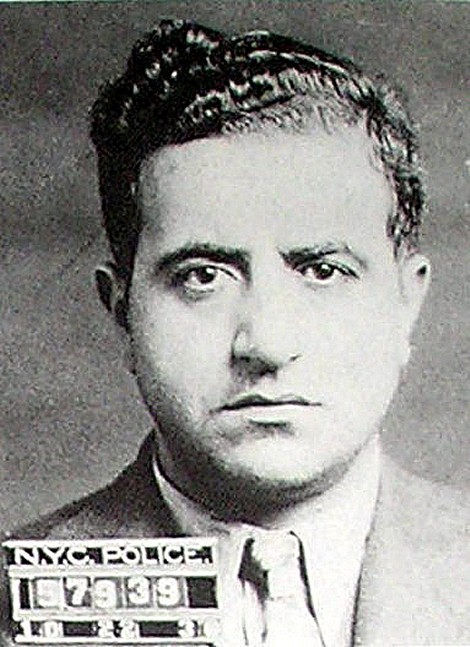
Polizeifoto von Albert Anastasia

Ihren Höhepunkt erreichten diese Vermutungen, als im Februar 1942 das beschlagnahmte französische Passagierschiff Normandie zum Truppentransporter mit dem neuen Namen Lafayette umgerüstet werden sollte. Im Rahmen der Umbauarbeiten brach jedoch, auch begünstigt durch schwere Sicherheitsmängel und Nachlässigkeiten, bei Schweißarbeiten ein Feuer aus, durch das mehrere Arbeiter starben. Bei der Brandbekämpfung kenterte das Schiff aufgrund des ungleichmäßig aufgenommenen Löschwassers. Gerüchte kamen auf, das Schiff sei der Sabotage deutscher Spione zum Opfer gefallen. Das schien nun die Bestätigung dafür, dass die USA von Verrätern und Spionen unterwandert waren. Daraus wurde später abgeleitet, die US-Regierung habe sich entschlossen, mit der US-amerikanischen Cosa Nostra zusammenzuarbeiten, um im Hafen von New York City weitere Anschläge abzuwehren. Ohne Frage wäre der inhaftierte Lucky Luciano, der über Frank Costello die Hafenarbeiter und über Albert Anastasia die Docks kontrollierte, die Kontaktperson einer solchen Absprache und damit der Vorläufer für die nachgewiesene Kooperation von CIA und Mafia im Falle Kubas (Operation Mongoose) in den 1960er Jahren gewesen.
Darüber hinaus wird vermutet, die US-Regierung habe Kontakte Lucianos benutzt, um die alliierte Landung auf Sizilien im Jahr 1943 und den daran anschließenden Italienfeldzug abzusichern. Diese Umstände sollen zur Freilassung von Luciano nach zehn Jahren Haft geführt haben. Jack Higgins nahm dies als Vorbild für seinen 1982 in Deutschland erschienenen Roman „Luciano“ (OT: Luciano’s Luck).
Eine direkte Zusammenarbeit in Bezug auf die Landung auf Sizilien wird von dem Mafia-Kenner John Dickie jedoch verworfen. Hierfür spräche auch die Unterstützung des italienischen Diktators Benito Mussolini durch Vito Genovese, der für diesen die Ermordung des Arbeiterführers Carlo Tresca am 11. Januar 1943 in New York City organisierte. Die Verfolgung der Mafia auf Sizilien war zu diesem Zeitpunkt längst beendet; erst nach der Landung der Alliierten in Italien wechselte Genovese auf deren Seite. Der Ermittlungsrichter Falcone hielt dagegen eine aktive Beteiligung der originären sizilianischen Cosa Nostra für sehr wahrscheinlich.
Die US-Navy erhoffte sich von Mafia-Verbindungen Auskünfte über die italienischen Häfen und dortigen feindliche Aktivitäten und erhielt diese auch. Nach der alliierten Landung auf Sizilien wurden diese Informationen wesentlicher Bestandteil der Kriegsführung; besonders im Hinblick auf militärische und personelle Details. Diese bestanden u. a. aus gestohlenen Plänen der Verminung von Häfen und Namenslisten von Gewährsleuten hinter der Frontlinie.
Die Marine-Abwehr war über Meyer Lansky bereits im Frühling 1942 an Luciano herangetreten und dieser ließ einem Capo seiner Familie, Joe „Socks“ Lanza, in diesem Sinne freie Hand im Hafengebiet. Navy-Angehörige mit gefälschten Gewerkschaftsausweisen wurden in die Fischereibetriebe und den Hafen New Yorks eingeschleust und alle sicherheitsrelevanten Informationen an die entsprechenden Behörden weitergeleitet. Dafür wurde Luciano am 12. Mai 1942 von Dannemora in das Meadow Prison in Comstock (New York) verlegt, wo der Geheimdienst der Marine diskrete Treffen mit ihm durchführte.

### 1946 bis 1957 Nachkriegszeit
Nach dem Zweiten Weltkrieg weitete sich die Aktivität der amerikanischen Cosa Nostra weiter aus und zwar vor allem nach Las Vegas, das zu diesem Zeitpunkt einen wahren Boom erlebte. Vor allem Frank Costello, Meyer Lansky, Sam Giancana und Anthony Accardo aus Chicago kauften sich dort massiv über Strohmänner ein und wurden Mitbesitzer bei diversen Casinos. Auch in Kuba wurde massiv ins Glücksspiel und den Tourismus investiert. Am 20. Juni 1947 wurde „Bugsy“ Siegel, der in Las Vegas das Casino-Hotel Flamingo eröffnet hatte, erschossen. Seine Geschäfte wurden von Leuten wie Gus Greenbaum und Mickey Cohen übernommen.

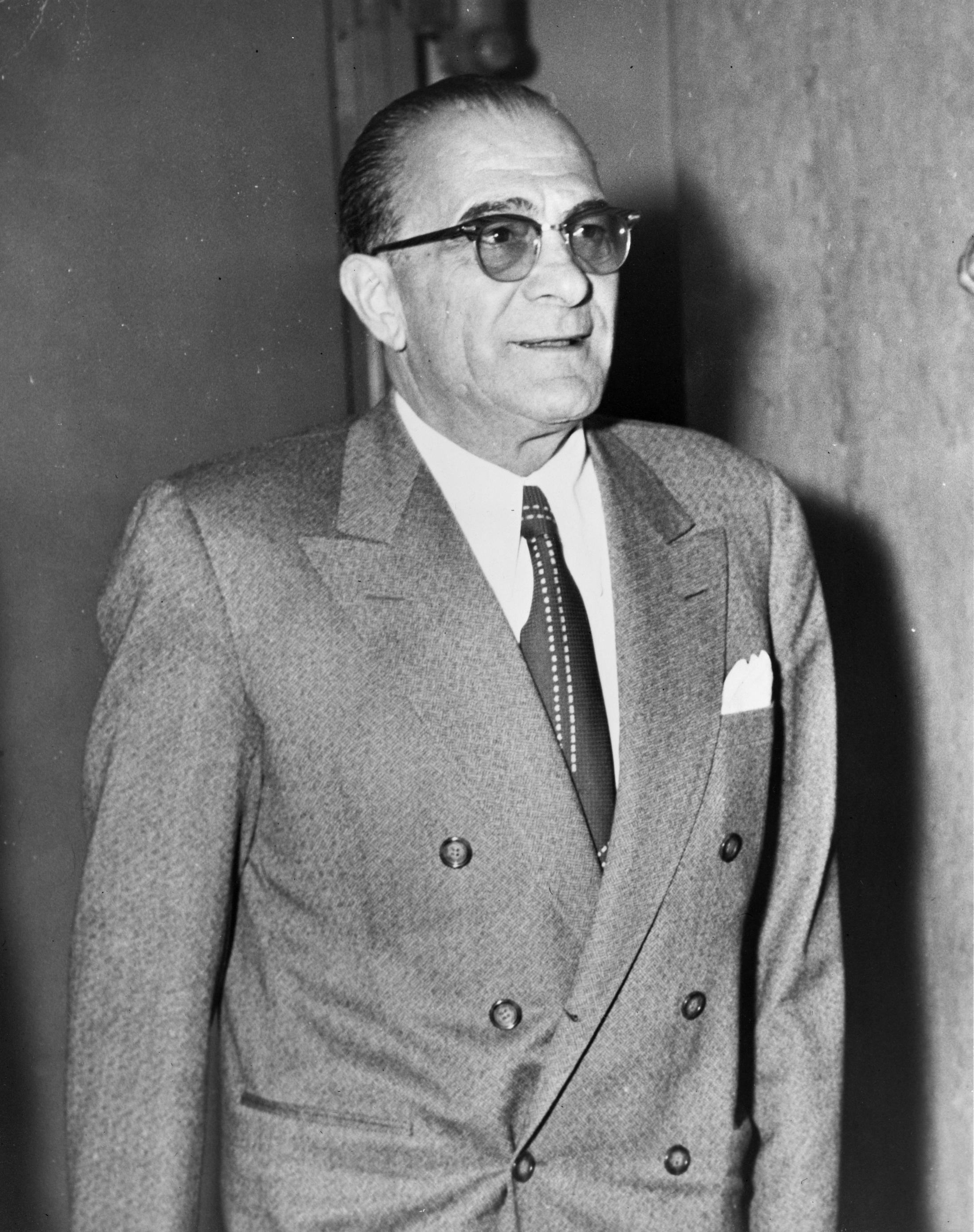
Vito Genovese

1946 kehrte Vito Genovese aus Italien zurück. Dort hatte er den Außenminister des ‚Duce‘ Benito Mussolini, Graf Galeazzo Ciano, mit Kokain beliefert und nach dem Kriegsaustritt Italiens 1943 dabei geholfen, den Schwarzmarkt zu organisieren. Zeugen, die diverse Anklagen gegen ihn stützten, erlitten sogenannte „Unfälle“. Während sein Boss Costello vor allem in risikoarme legale Geschäfte und das Glücksspiel investierte, war Genovese vor allem im Drogenhandel tätig. Zwischen ihnen tat sich eine Kluft auf und Genovese wusste zunehmend die einfachen ‚Soldaten‘ der Straße hinter sich zu versammeln.
Diese waren weitgehend von den lukrativen Geschäften ausgeschlossen und sahen im riskanten aber hochprofitablen Drogenhandel ihre Chance. Costello hatte seiner Familie ein verbindliches Verbot erteilt, mit Drogen jedweder Art zu handeln. Genovese war eng mit New Yorker Boss Tommy Lucchese verbündet, Costello dagegen mit Albert Anastasia, dessen hochrangiger Captain Carlo Gambino wiederum heimlich mit Lucchese. Costellos Macht innerhalb seiner Familie stützte sich vor allem auf Underboss Willie Moretti, der eine große Zahl von Soldaten kontrollierte. Dieser litt jedoch an Syphilis und war geistig teils nicht mehr bei Sinnen; er sprach oft mit Fremden über geheime Dinge. Genovese nutzte dies, agitierte gegen ihn und 1951 wurde Moretti ermordet.

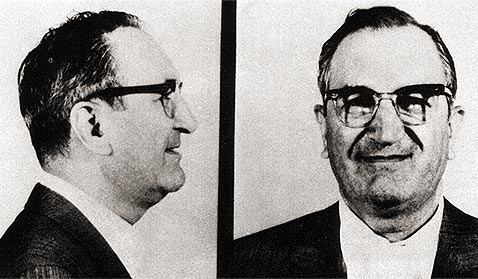
Giuseppe „Joe“ Bonanno

### Die Konferenzen von Palermo und Appalachin
Vom 10. bis 14. Oktober 1957 fand, durch Joseph Bonanno organisiert, ein Treffen (heute bekannt als Palermo-Mafia-Gipfel) zwischen sizilianischen und US-amerikanischen Mobstern im Grand Hotel des Palmes und im Restaurant Spano in Palermo statt. Nach anderen Quellen hatten allerdings Lucky Luciano, Genco Russo, Tommaso Buscetta, die Brüder La Barbera und Salvatore „Cichiteddu“ Greco eingeladen und die US-Amerikaner Bonanno, dessen Unterboss Carmine Galante, Cousin Stefano Magaddino aus Buffalo und Giovanni „Papa John“ Priziola aus Detroit, waren die eingeladenen Gäste.
Es wurden Absprachen getroffen, um den größten Drogenhandel mit Heroin aufzuziehen, den es bis dahin gegeben hatte. Zur Befriedung wurde nun ebenfalls wie in den USA eine „Kommission“ gebildet, welche aus zwölf Mitgliedern bestand und als Kuppel (cupola) bezeichnet wurde. Deren ersten Vorsitz übernahm Salvatore Greco und nicht einer der von Luciano favorisierten Brüder Angelo La Barbera und Salvatore La Barbera.
Als Ergebnis wurde den Sizilianern erlaubt, ihre Drogen – gegen Zahlung einer Abgabe – in den USA selbst vertreiben zu dürfen. Allerdings hielten sich Vito Genovese und Carmine Galante nicht an diese Vereinbarung.

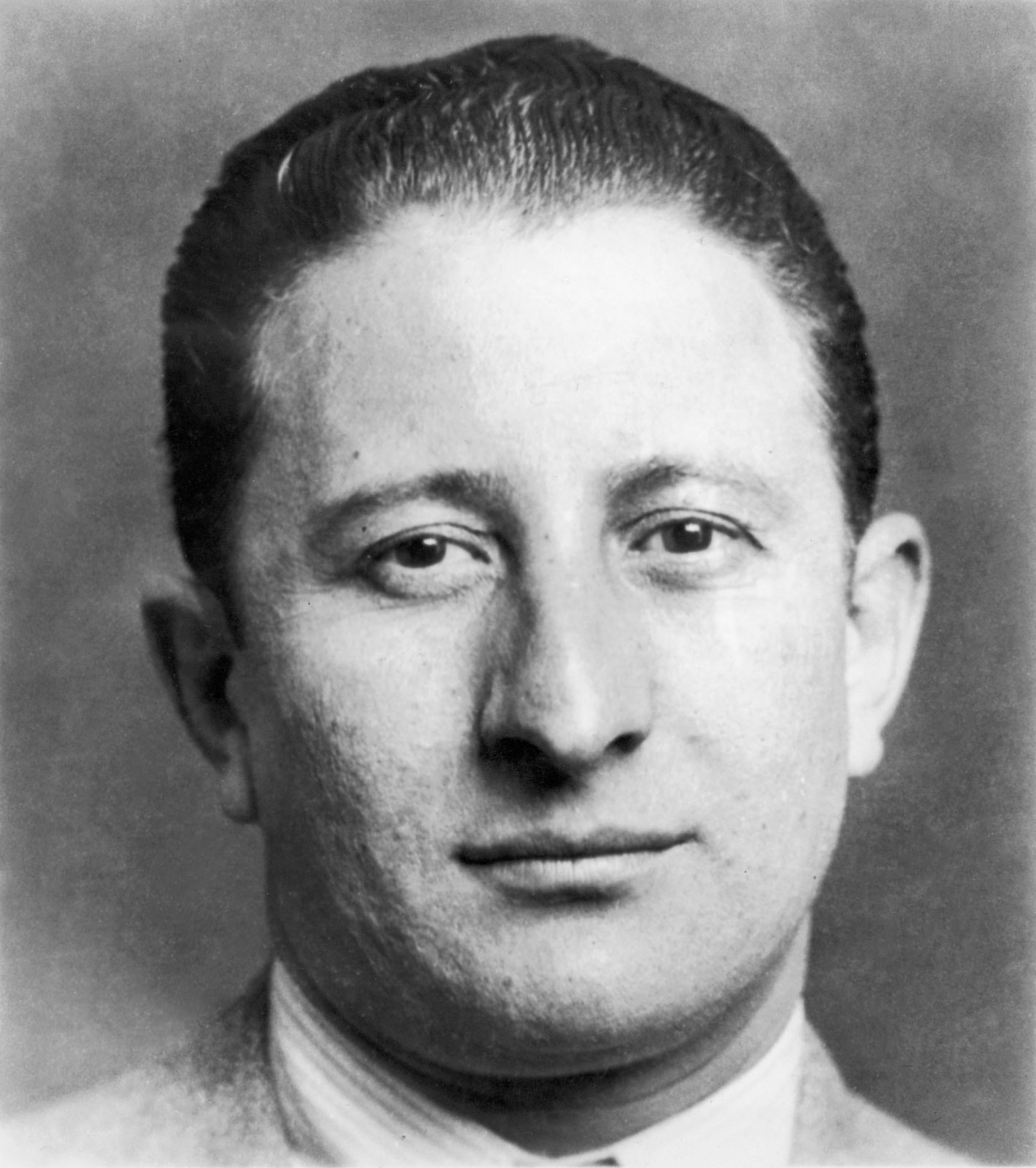
Carlo Gambino in den 1930er Jahren

 Genovese, der bereits nach der Inhaftierung Lucianos 1936 und vor seiner Flucht 1937 nach Sizilien „acting-boss“ der Genovese-Familie gewesen war, hegte nach dem Mord an Willie Moretti weiter Ambitionen seinen alten Rang als Oberhaupt zurückzubekommen und beauftragte Vincent Gigante mit einem Attentat, bei dem Frank Costello am 2. Mai 1957 einen Streifschuss am Kopf erlitt und sich als Boss zurückzog. Am 25. Oktober 1957 wurde Albert Anastasia, inzwischen Oberhaupt des unter seinem Nachfolger Carlo Gambino als Gambino-Familie klassifizierten Mafia-Clans, ermordet.
Anastasia wurde zusätzlich innerhalb der Organisation gebrandmarkt, da sich herausstellte, dass er Mitgliedschaften in der Organisation gegen Geld verkauft hatte. Aus diesem Grund wurden auch in New York jahrelang keine neuen Mitglieder mehr in die Familien aufgenommen.
Genovese hätte eigentlich für sein Vorgehen zumindest der Zustimmung der US-amerikanischen „Kommission“ bedurft und so organisierte Genovese am 14. November 1957 ein Treffen des National Crime Syndicate, welches als Apalachin-Meeting bekannt wurde, um sich diese Zustimmung nachträglich zu besorgen. Außerdem plante Genovese, sich auf dem Treffen zum „Capo di tutti i capi“ ausrufen zu lassen und damit Lucky Luciano und auch Meyer Lansky endgültig zu verdrängen.
Das Treffen fand in Apalachin statt. Joseph „Joe the Barber“ Barbara, der Boss der nicht mehr existenten Pittston-Familie (Pittston crime family), bewohnte dort ein luxuriöses großes Anwesen. Barbara hatte bereits durch seine Vorstrafen und die Weigerung, einen Diebstahl auf seinem Anwesen zur Anzeige zu bringen, die Aufmerksamkeit der örtlichen Behörden erregt. Am 14. November 1957 trafen sich dann über 100 Personen auf diesem Anwesen; die örtliche Polizei fuhr vor und unter den Bossen brach eine Massenpanik aus. Das Treffen endete in einer Massenverhaftung durch die örtliche Polizei.
Lansky hatte wegen Krankheit an dem Treffen nicht teilgenommen und später kam sogar die Vermutung auf, er hätte das Treffen an die Polizei verraten; außerdem wurde Genovese wenig später im Rahmen einer Rauschgiftoperation der Polizei verhaftet. Auch hier soll ein Tipp eine Rolle gespielt haben; angeblich kam dieser von Luciano und Lansky (wie Luciano behauptete).
62 Mobster wurden verhaftet und kurz darauf wieder freigelassen, doch die Organisation hatte einen unglaublichen Schaden davongetragen. US-Präsident Dwight Eisenhower warb öffentlich für ein hartes Vorgehen gegen die organisierte Kriminalität. Niemand konnte nun noch behaupten, eine gut organisierte kriminelle Vereinigung existiere nicht. Appalachin sollte auf lange Sicht für die amerikanische Cosa Nostra fatale Folgen haben. Als erste Konsequenz wurde Vito Genovese im Jahr 1959 wegen seiner Beteiligung am Drogenhandel zu 15 Jahren Haft verurteilt.

### Von Kuba bis zu den McClellan-Hearings

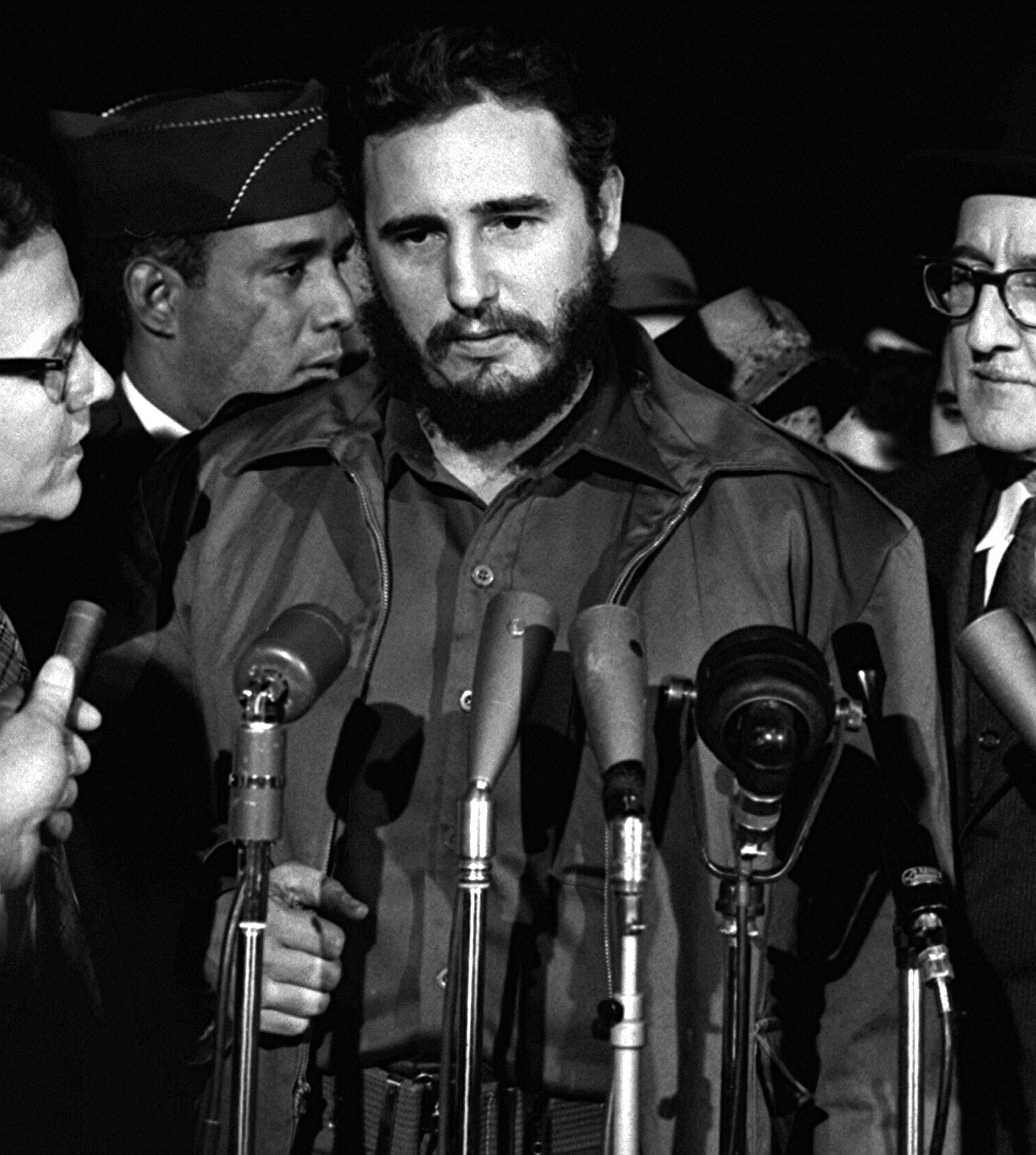
Fidel Castro, 1959

1959 war die Kubanische Revolution unter Fidel Castro erfolgreich, und der Diktator Fulgencio Batista musste aus dem Land fliehen. Die neue Regierung begann bald, die meisten Unternehmen zu verstaatlichen. Auch die großen Hotels und Casinos in Havanna wurden enteignet, und die Mobster mussten dem hilflos zusehen.

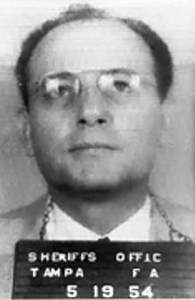
Santo Trafficante, Jr. – Mugshot (1954)

Viele Mobster, insbesondere Meyer Lansky und auch die Trafficante-Familie aus Tampa, hatten große Summen in neue Casinos investiert. Operation Mongoose: Im September 1960 nahm CIA-Direktor Allen Dulles mit den zwei Mobstern John Roselli und Sam Giancana Kontakt auf, um Fidel Castro und andere führende kubanische Politiker vergiften zu lassen. Es wurde auch behauptet, dass Rosario „Russell“ Bufalino enge Kontakte zur CIA hatte und dass auch er an einer geplanten Ermordung Castros beteiligt gewesen sein soll.
Ungeachtet des Rückschlags auf Kuba, hatte sich zu diesem Zeitpunkt der „Mob“ in den gesamten USA fest etabliert und stand auf dem Höhepunkt seiner Macht. Einzelne Dependancen wie in Los Angeles, die Dragna-Familie, hatten sich zu eigenen Familien entwickelt, die ihrerseits in andere Städte wie San Francisco, San Diego oder auch Vancouver zu expandieren begannen.
An der Wahl von John F. Kennedy zum Präsidenten war das Chicago-Outfit höchstwahrscheinlich beteiligt. Der Bundesstaat Illinois war heiß umkämpft, und nur wenige zehntausend Stimmen machten am Ende den Unterschied aus. Diese wurden höchstwahrscheinlich in Chicago von der Organisation „besorgt“. Als die Kennedy-Regierung 1961 ins Weiße Haus einzog, verstärkten sich dann die Bemühungen der Bundesbehörden im Kampf gegen das organisierte Verbrechen.

„1959 war bei der New Yorker Dependance des FBI die wahrlich aufschlußreiche Anzahl von vier Agenten für den Tatbereich der organisierten Kriminalität abgestellt". Auf Druck von Justizminister Robert Kennedy untersuchten Anfang 1962 bereits 150 Agenten die Aktivitäten der kriminellen New Yorker Subkultur.“

Ab 1963 sagte der Zeuge Joe Valachi, der seit 30 Jahren in der Genovese-Familie Mitglied war und mit Vito Genovese eine Zelle im Gefängnis geteilt hatte, aus dem inneren Bereich der Organisation aus und brach damit erstmals die Omertà. Genovese wollte ihn töten lassen, wie auch viele Gefolgsleute. Anthony „Tony Bender“ Strollo, sein bester Mann und langjähriger Acting Boss, verschwand im Jahr 1962 und wurde nie wieder gesehen. Valachi entschloss sich mit den Behörden zusammenzuarbeiten um sein Leben zu retten. Er enthüllte neben Organisationsstruktur, Geschichte und vielen Namen von Mitgliedern auch den wahren Namen des „Mob“: „La Cosa Nostra“.

### Das Kennedy-Attentat

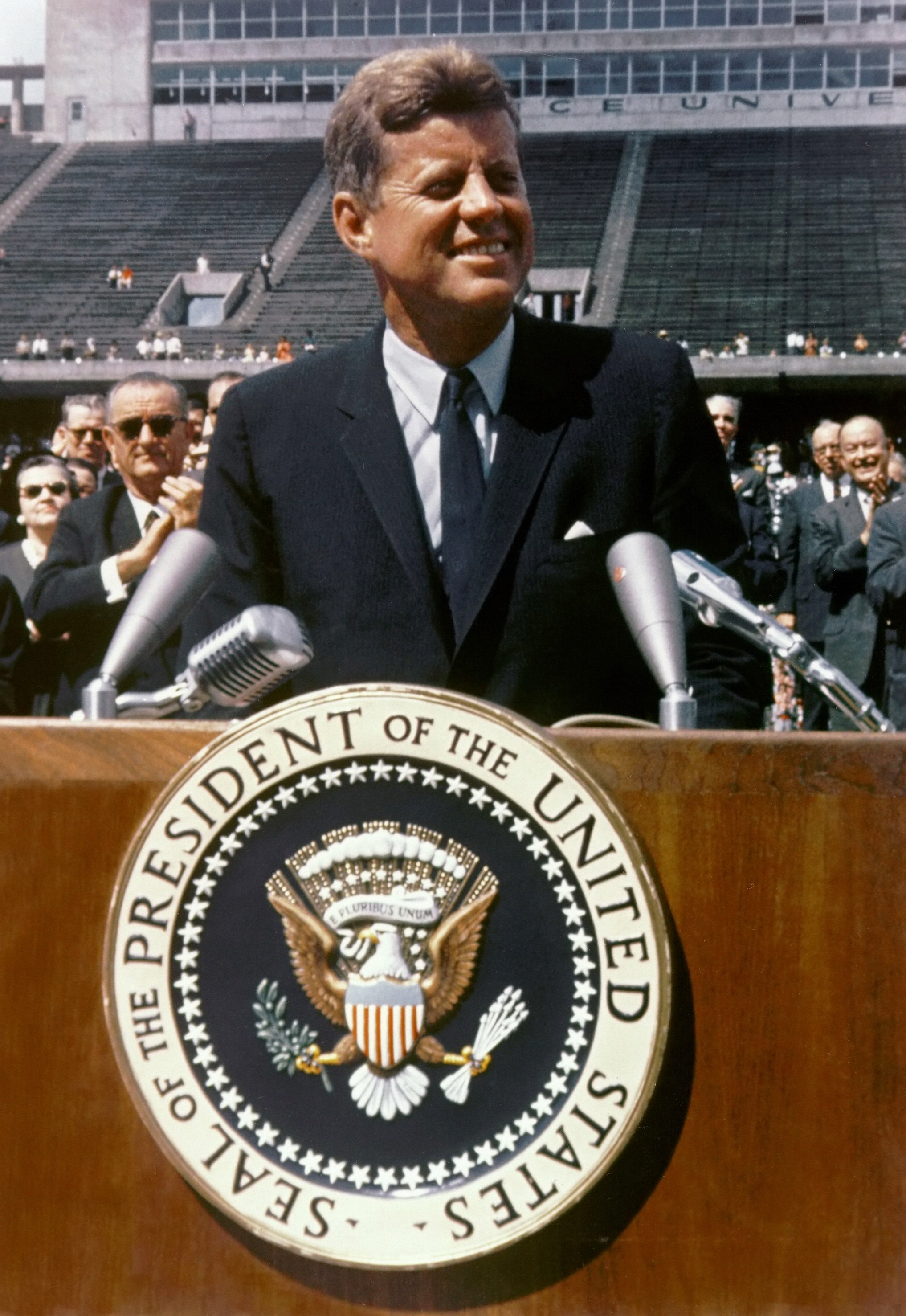
Präsident John F. Kennedy, 1962

Bei dem Attentat auf John F. Kennedy, dem 35. Präsidenten der Vereinigten Staaten von Amerika, am 22. November 1963 wurde Kennedy von zwei Gewehrschüssen tödlich getroffen. Als Tatverdächtiger wurde Lee Harvey Oswald verhaftet und zwei Tage später von dem Nachtclubbesitzer Jack Ruby in Polizeigewahrsam getötet.
Die offiziellen Untersuchungen werden bis heute in zahlreichen Spekulationen und Verschwörungstheorien in Zweifel gezogen. Einige von diesen verweisen auch auf die Cosa Nostra, die insbesondere aus einem Motiv der Rache gehandelt haben soll. Das Attentat könnte aus dieser Perspektive eine Reaktion auf den erheblichen Verfolgungsdruck sein, unter den Kennedys Bruder Robert als Justizminister führende Köpfe des organisierten Verbrechens gesetzt hatte, insbesondere Sam Giancana, Santo Trafficante, Jr. und Carlos Marcello.
Sie alle profitierten von großzügigen Darlehen, die ihnen Jimmy Hoffa, der Chef der mafianahen Teamster-Gewerkschaft, aus der Pensionskasse seiner Organisation zu gewähren pflegte. Durch die bevorstehende Verurteilung Hoffas drohte diese Finanzquelle zu versiegen. Demnach schien sich Kennedy der Mafia gegenüber als undankbar erwiesen zu haben, denn einerseits hatten die Gangster im Rahmen der Operation Mongoose bei verschiedenen Anschlagsversuchen auf Fidel Castro eng mit der CIA zusammengearbeitet, andererseits hatte Giancana über seinen Freund Frank Sinatra für Kennedys Wahlkampf gespendet und seine Geliebte Judith Campbell mit Kennedy geteilt.
Derartige Spekulationen einer Mafia-Beteiligung wurden auch durch weitere Umstände befeuert. Giancana wurde 1975 erschossen, kurz bevor er vor einem Senatsausschuss zum Kennedy-Mord aussagen sollte. Der Nachtclubbesitzer Jack Ruby, der Oswald wenige Tage nach dem Attentat erschoss, hatte Kontakte zu Santo Trafficante, Jr. und nach Kuba. Ruby sei demnach Handlanger der Mafia gewesen, um den unbequemen Oswald zu beseitigen.
Ein Jahr nach seiner Verurteilung deutete Jack Ruby in einem Fernsehinterview an, dass auch er das Opfer einer Verschwörung sei:

„Die Welt wird niemals die wahren Tatsachen erfahren: mit anderen Worten, meine wahren Motive. […] Unglücklicherweise werden diese Leute, die so viel zu gewinnen haben und ein starkes Motiv hatten, mich in diese Lage zu bringen, in der ich bin, niemals zulassen, dass die wahren Tatsachen ans Tageslicht der Welt kommen.“

Nach einer Aussage des Anwalts Frank Ragano soll Trafficante am 13. März 1987 in Tampa auf Italienisch zu ihm gesagt haben:

„Carlos [Carlos Marcello] hat es vermasselt. Wir hätten nicht Giovanni [John F. Kennedy] umbringen sollen. Wir hätten Bobby [Robert Kennedy] umbringen sollen.“

 Da sich Trafficante an diesem Tag aber gar nicht in Tampa aufhielt, sondern in Miami, wird diese Aussage für unglaubwürdig gehalten.
Einige Verschwörungstheoretiker glauben laut einem Bericht des Philadelphia Inquirer dagegen, dass Rosario „Russell“ Bufalino bei dem Attentat eine Rolle gespielt habe. Allerdings gibt es auch dafür bis heute keine glaubwürdigen Beweise. James Files – Auftragsmörder der Chicagoer Mafia –  brachte sich sogar selber als Mittäter ins Spiel. Aber selbst von den Autoren, die von einer Verschwörung ausgehen, glaubten nur ganz wenige den Angaben von Files.
Auch Carlos Marcello –  Oberhaupt der New Orleans Familie – wurde eine Verwicklung in das Attentat zugetraut. Aber Staatsanwalt Jim Garrison – der wie Marcello aus New Orleans stammte – und im März 1967 eine gerichtliche Untersuchung anstrebte, um nachzuweisen, dass das Kennedy-Attentat Ergebnis einer Verschwörung der CIA gewesen sei, bezeichnete eine Mafia-Verwicklung als „Mythos“.
Das Attentat polarisiert die Öffentlichkeit in den Vereinigten Staaten weiterhin nachhaltig. Historiker vertreten überwiegend die Einzeltäterschaft Oswalds. (siehe: Attentat auf John F. Kennedy#Stand der Diskussion)

### Von Ende der 1960er Jahre bis zur Rückkehr nach Las Vegas
In den beginnenden 1960er Jahren zog sich die amerikanische Cosa Nostra aus Las Vegas zurück; die meisten Kasinos wurden von Howard Hughes und anderen Geschäftsleuten aufgekauft.
Vergleichbare Gewinnmöglichkeiten bot der illegale Drogenhandel, aber die Kommission erließ 1966 zum zweiten Mal ein unmissverständliches Verbot. Das war eine Reaktion auf die Anklagen und Urteile, welche auf der Grundlage des „Narcotic Control Act“ basierten. Dieser war am 1. Juli 1957 in Kraft getreten, hatte Drogenhandel zu einer Bundesstraftat erklärt, die Strafbarkeit ausgeweitet und 1965 nochmals das Strafmaß deutlich angehoben.

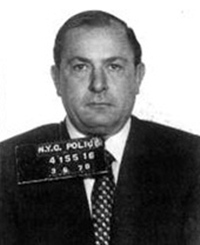
Joseph Colombo, 6. März 1970.

Ab 1967 wurden im US-Kongress weitere Gesetze erlassen, vor allem der RICO Act von 1970, welche direkt auf das organisierte Verbrechen zielten. (2001 trat mit dem „Title III: Anti-money-laundering to prevent terrorism“ des USA PATRIOT Act, eigentlich eine Reaktion auf die Terroranschläge am 11. September 2001, eine weitere Möglichkeit für die Strafverfolgung hinzu.)
Während das Chicago-Outfit in Florida, Mexiko und im gesamten Westen der USA stark expandierte, kam es in New York zum Kampf um die vakante Führungsposition, da  Vito Genovese 1969 im Gefängnis gestorben war. Zwischen 1964 und 1969 kam es zum sogenannten ‚Bananenkrieg‘, da Joseph Bonanno intern auch Joe „Bananas“ genannt wurde. Dieser hatte 1963 zusammen mit Joseph Magliocco versucht, den aufstrebenden Carlo Gambino und dessen Verbündeten Tommy Lucchese auszuschalten, was ihm allerdings nicht gelang. Nach dem gescheiterten Coup wurde er abgesetzt und versuchte seine Macht mit Gewalt wiederherzustellen. Anfang Juni 1972 wurde Joey Gallo und am 28. Juni 1971 sein interner Rivale Joseph Colombo erschossen. Thomas Eboli, „Acting Boss“ der Genovese-Familie, wurde am 16. Juli 1972 in Brooklyn ermordet. Der wahrscheinliche Auftraggeber all dieser Morde war Carlo Gambino, der sich zunehmend zum mächtigsten Boss entwickelte.

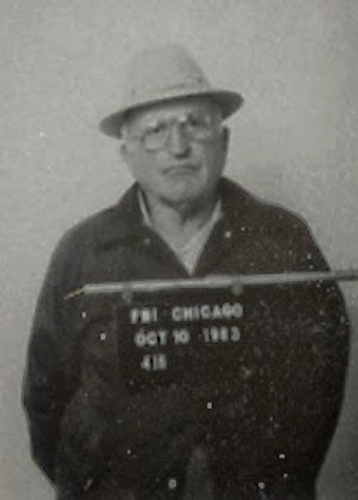
Joseph Aiuppa

Da die Versuche vieler Wirtschaftsmagnaten sich in Las Vegas zu etablieren, finanziell eher enttäuschend verlaufen waren, konnten die Mobster ab 1973 nach Las Vegas zurückkehren, indem sie sich über Strohmänner erneut in die Kasinos und Hotels einkauften. Das Geld hierfür kam wiedereinmal aus dem 1930 gegründeten Central States Pension Fund, dem Pensionsfonds der Gewerkschaft der Teamsters-Transportarbeiter, die von der Cosa Nostra unterwandert waren. Treibende Kraft waren vor allem Nicholas „Nick“ Civella, Boss der Civella-Familie und Joseph Aiuppa, Boss des Chicago-Outfit zusammen mit Anthony Accardo, der als Consigliere zwischen 1957 und 1992 noch immer die Fäden im Outfit gezogen haben soll. Unter der Führung von Joseph Aiuppa erreichte das Chicago Outfit 1977 seinen vorläufigen Machthöhepunkt. Bei einer Konferenz konnten Aiuppa und Accardo die „Rechte“ an Las Vegas für das Outfit, für die Civella-Familie aus Kansas City und die Balistrieri-Familie aus Milwaukee erwerben. Die New Yorker Familien und die von Philadelphia sollten im Tausch dafür die alleinigen Rechte an dem Vergnügungsort Atlantic City erhalten. Bei dieser Vereinbarung erwies sich bald, dass die Familien der Ostküste der Vereinigten Staaten das deutlich schlechtere Geschäft gemacht hatten, denn Las Vegas blieb der weitaus profitablere Standort.

### Die Pizza Connection
Nach dem Treffen in Palermo von 1957 begannen die Sizilianer die Infrastruktur für den ihnen überlassenen Drogenhandel mit Heroin aufzubauen, da die Bosse der amerikanischen Familien auf Grund des „Narcotic Control Act“ vom  1. Juli 1957 eine direkte Verwicklung als zu gefährlich ansahen. Mit Beginn der 1960er Jahre wurden von der amerikanischen Cosa Nostra sizilianische Verbrecher ins Land geholt.
Diese begannen in Pizzerien zu arbeiten; dies taten sie jahrelang ohne illegalen Aktivitäten nachzugehen, um dann hinter der legalen Fassade noch in einem anderen Bereich tätig zu werden: Die meisten dieser Pizzerien dienten dann auch als Vertriebsstelle für Heroin. Da die Pizzerien mit Zutaten wie Tomaten, Käse und anderen italienischen Exportgütern versorgt werden mussten, war hier neben der zusätzlichen legalen Einnahmequelle eine Möglichkeit gegeben, das Heroin von Sizilien aus in die USA zu schmuggeln.
Zudem diente die legale Fassade der Pizzerien als ideale Möglichkeit, die durch den Heroinhandel eingenommenen Gelder zu waschen. So kam es zu der Bezeichnung Pizza Connection. Allein John Gambino, Angehöriger der Gambino-Familie und der Vetter des sizilianischen Bosses Salvatore Inzerillo, war Eigentümer von 240 Pizzerien, die über die gesamten USA verteilt waren. Im Nordosten der USA kontrollierte die Cosa Nostra über die Pizza Connection allein mehr als 80 Prozent des Drogenhandels.
Besonders in den 1970er und 1980er Jahren entwickelte sich die Pizza Connection zu einem hochprofitablen Geschäft, bei dem die gut organisierte sizilianische Cosa Nostra jedes Jahr mehrere hundert Millionen Dollar verdiente und auch in den USA immer mehr Einfluss gewann. Dies wurde von den Amerikanern teils mit Unbehagen und Furcht betrachtet. Es gab jedoch keine Möglichkeit, eine Ausbreitung der „Zips“, wie die Sizilianer von den amerikanischen Mafiosi aufgrund ihrer zischelnden Aussprache genannt wurden, zu verhindern. Auch waren die Amerikaner durchaus uneins; einige Bosse behielten ein etwas distanziertes Verhältnis, andere arbeiteten sehr eng mit den Sizilianern zusammen.

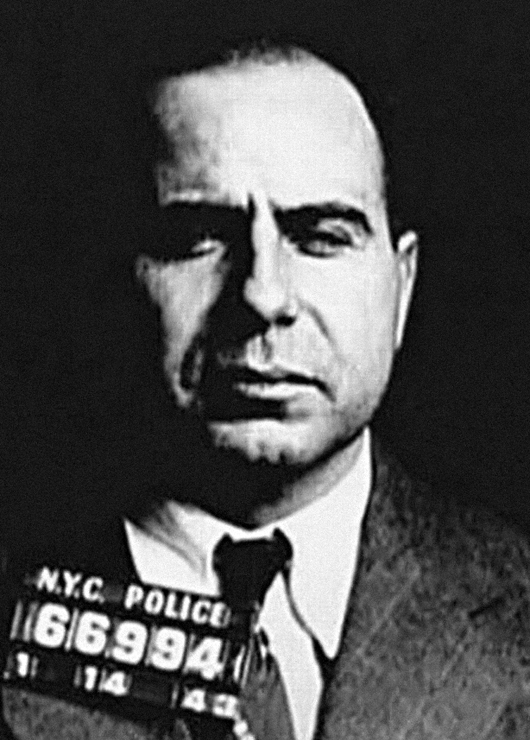
Carmine Galante 1943

Carmine Galante, Acting Boss der Bonanno-Familie, hielt sich eine mehrköpfige sizilianische Leibwache und nahm viele sizilianische Mafiosi auch in seine Familie auf. Galante hielt die Sizilianer für zuverlässiger und fähiger als seine Landsleute. Wie viele andere trotzte Galante dem Verbot der amerikanischen Mafia-Kommission mit Heroin zu handeln; er tat dies jedoch in einem exorbitanten Umfang. Der FBI-Agent Joseph Pistone, der als verdeckter Ermittler unter dem Namen „Donnie Brasco“ in der Bonanno-Familie als undercover ermittelte, berichtete wie beunruhigt die Amerikaner waren, als Galante zwei Sizilianer zu Captains ernannte. Die amerikanischen Captains befürchteten einen akuten Machtverlust und klagten:

„… über die wachsende Macht der Sizilianer, die mit einer Mischung aus Geringschätzung und großer Angst beäugt wurden.“

Außerdem meldete Pistone dem FBI das ambivalente Verhältnis der Amerikaner zu den Sizilianern und beschrieb die Eindrücke, die die Sizilianer bei den einfachen „Soldaten“ hinterließen:

„Er sagte, die „zips“ seien Sizilianer, die man ins Land geholt habe, damit sie für Carmine „Lilo“ Gigante Heroin verdealen und Mordaufträge ausführen.
Sie wurden in Pizzerias untergebracht, wo sie Heroin geliefert bekamen und weiterverteilten, Geld wuschen und auf weitere Aufträge von Galante warteten. … er sagte, die „zips“ seien eine verschworene und verschlossene Clique. … Sie seien, sagte er, die gewissenlosesten Killer, die es in dem Geschäft gebe.“

Galante behielt die Gewinne für sich allein und nutzte sie dazu, um seine Macht immer weiter auszubauen. Die anderen New Yorker Bosse wie Paul Castellano, Chef der mächtigen Gambino-Familie oder „Fat Tony“ Salerno, waren zunehmend besorgt über Galantes Machtwillen und seine Weigerung, die Profite mit der Kommission zu teilen. Unzufrieden waren auch die sizilianischen Kriminellen, die einen größeren Anteil aus den Gewinnen erwarteten. Daraus bildete sich eine Interessengemeinschaft zur Ermordung von Galante.
Carmine Galante wurde am 12. Juli 1979 von seiner sizilianischen Leibwache erschossen und ein Sizilianer übernahm die Leitung der Bonanno-Familie für die folgenden zwei Jahre. Der Vorsitzende der US-amerikanischen Kommission, Paul Castellano, traf sich bald darauf mit den führenden sizilianischen Drogenhändlern Salvatore Catalano und Giuseppe Ganci, um einen größeren Anteil aus dem Heroinhandel für die Kommission auszuhandeln. Mitte der 1980er Jahre wurde die „Pizza Connection“ von den Behörden zerschlagen.

### Der RICO-Act
Die Macht der amerikanischen Cosa Nostra konnte in den 1980er und 1990er Jahren zu großen Teilen gebrochen werden, was zum Teil an der verstärkten Anwendung des bereits seit 1970 bestehenden „Racketeer Influenced and Corrupt Organizations Act“ (RICO) lag. Dieses Bundesgesetz, das den Bundesbehörden eine wichtige Waffe im Kampf gegen die Mafia in die Hand gab, ermöglicht es Bundesstaatsanwälten, Klage zu erheben, wenn eine Person in Verdacht steht, einer kriminellen Vereinigung anzugehören. Dies kann der Fall sein, wenn der Angeklagte innerhalb von zehn Jahren zwei von insgesamt 35 definierten Straftaten mit demselben Ziel oder Resultat begangen hat. Auch neue Gesetze, die dem FBI das Abhören erleichterten, taten ein Übriges.
1983 wurde die Kontrolle der amerikanischen Cosa Nostra über Las Vegas offengelegt und in der Folge begann eine „Säuberungsaktion“ in den Kasinos und Hotels; in der Folge verloren die Mobster die Kontrolle über Las Vegas und Bosse wie Anthony Accardo, Joseph Aiuppa und Nicholas Civella wurden zu langjährigen Haftstrafen verurteilt. Accardo verstarb jedoch schon vor Antritt seiner Haftstrafe. Diese Geschehnisse wurden 1995 in Martin Scorseses Casino verfilmt.

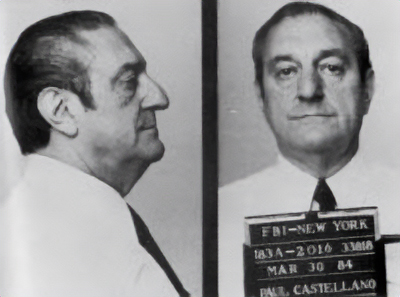
Polizeifoto von Paul Castellano

Bei der Bekämpfung des organisierten Verbrechens tat sich besonders der Distriktstaatsanwalt und spätere Oberbürgermeister von New York City, Rudy Giuliani, hervor. Ab Mitte der 1980er bis Anfang der 1990er Jahre feierte die Strafverfolgung große Medienerfolge. Am 25. Februar 1985 kam es zu einem großen Schlag gegen die New Yorker Familien, als viele ihrer wichtigsten Angehörigen und Bosse verhaftet wurden. Paul Castellano und Aniello Dellacroce von der Gambino-Familie, Anthony Corallo, Boss der Lucchese-Familie und Carmine John Persico, Jr., Boss der Colombo-Familie, zählten zu den wichtigsten Inhaftierten. Auch Anthony Salerno, der Street Boss der Genovese-Familie konnte verhaftet werden.

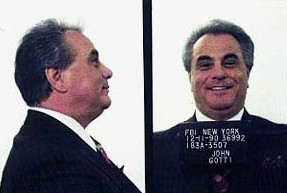
Polizeifoto von John Gotti (11. 12 1990)

Der auf Kaution vorläufig entlassene Paul Castellano wurde am 16. Dezember 1985 erschossen. Auftraggeber des Mordes war John Gotti, der zugleich der neue Boss der Familie wurde. Im Gegensatz zu anderen Bossen liebte Gotti die mediale Aufmerksamkeit und inszenierte sich selbst für Presse und Fernsehen. Die Gambino-Familie zwang er damit allerdings ins Licht der Öffentlichkeit und erhöhte damit den Verfolgungsdruck auf den Clan. 1990 wurde er neben drei weiteren Bossen der fünf New Yorker Familien verurteilt. Der Gambino-assoziierte Mobster John Alite sagte über Gotti gegenüber Vice:

„Meiner ehrlichen Meinung nach war John Gotti, Sr. das Schlimmste, das dem Mob jemals passiert ist. Die Öffentlichkeit versteht nicht, wie viel Schaden er mit seiner arroganten Art verursacht hat. Die Mobster verstehen es aber! Vor allem jetzt, rückblickend. Man muss mit der Zeit gehen, und das hat Gotti nie getan. Sein Untergang und der der Mafia kam daher, dass er sein Ego über die Sache gestellt hat. Diese Sache sollte eigentlich größer sein als ein einzelner Mann oder sein Ego.“

Der Gambino-Clan zerfiel unter seinem gleichnamigen Sohn John Angelo Gotti III und seinem Bruder Peter Gotti in den 1990er Jahren. Insbesondere als auch noch seine Brüder Richard und Peter am 13. März 2003 eine 16-jährige Haftstrafe antreten mussten, entstand das Gerücht, der Clan hätte sich aufgelöst; aber da 2002 John D’Amico nach einer langjährigen Haftstrafe nach Brooklyn zurückkehrte, wurde das seitens des FBI als Wahrnehmung seiner Rolle als neues Oberhaupt einer bestehenden Gambino-Familie interpretiert. Tatsächlich soll D’Amico 2005–2011 Street Boss (Front Boss) gewesen sein.

### Cleveland-Mafia-Krieg

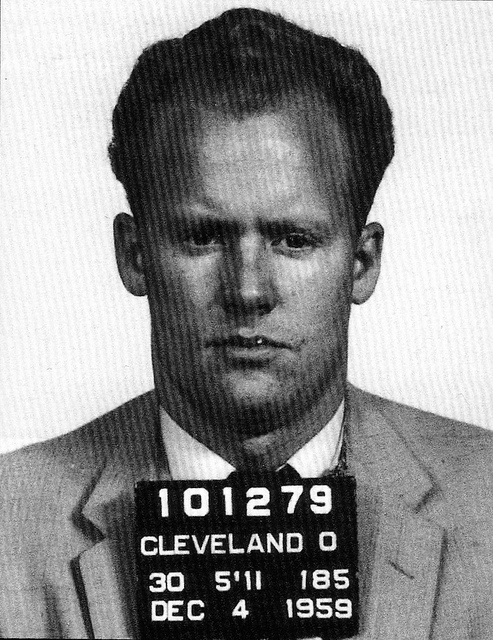
Danny Greene (1959)

Während James „Jack White“ Licavolis Herrschaft über die Licavoli-Familie aus Cleveland, gab es einen irischen Gangster namens Danny Greene, der begann mit der Mafia Clevelands zu konkurrieren. Dies führte zu einem äußerst gewalttätigen Krieg zwischen der Mafia und der Bande von Danny Greene, in welchen fast 40 Autobomben in Cleveland explodierten. Daraufhin bekam Cleveland den Spitznamen der Bombenhauptstadt von Amerika. Die New Yorker Mafiafamilien waren durch diese Ereignisse beunruhigt und so entschloss sich Anthony Salerno, der Streetboss der Genovese-Familie, zehn neue Mitglieder in die Familie einzuführen, die sich nur mit der Eliminierung des „Irishman“ und Nardis beschäftigen sollten. Greene wurde in diesen Auseinandersetzungen von dem einflussreichen und eigentlich assoziierten der Licavoli-Familie, John Nardi unterstützt.
Nardi wurde am 17. Mai 1977 durch eine Autobombe auf dem Parkplatz von Clevelands „Teamster Hall“ getötet. Nach acht gescheiterten Mordanschlägen auf Greene seit 1975, besorgte sich Licavoli Hilfe von außerhalb. Für den Mord an Danny Greene beauftragten Licavoli und Unterboss Angelo Lonardo im Jahr 1977 einen assoziierten der Dragna-Familie aus Los Angeles, Auftragskiller Ray Ferritto. Sie erfuhren von einem geplanten Zahnarzttermin und während Greene im Inneren des Gebäudes war, platzierten Ferritto und Licavoli-Soldat Ronald Carabbia eine Bombe in einem Auto und parkten dieses, neben dem Auto von Greene. Als Greene heraus kam und seine Autotür öffnen wollte, zündete Carabbia per Fernzünder die Bombe im nebengeparkten Auto und Greene starb sofort.
Ferritto erfuhr später, dass die Familie seinen Tod wolle, so dass er gegen Schutz einen „Deal“ mit den Behörden einging. Die darauf folgenden Prozesse führen zur Verurteilung von Licavoli und dem späteren Pentito Aladena „Jimmy the Weasel“ Fratianno, welcher Mitglied der Dragna-Familie war und als Regierungszeuge gegen Mafiamitglieder im ganzen Land aussagte. All diese Geschehnisse führten letztendlich zu dem berüchtigten Mafia Commission Trial und wurden 2011 in Bulletproof Gangster verfilmt.

### 1992 bis heute

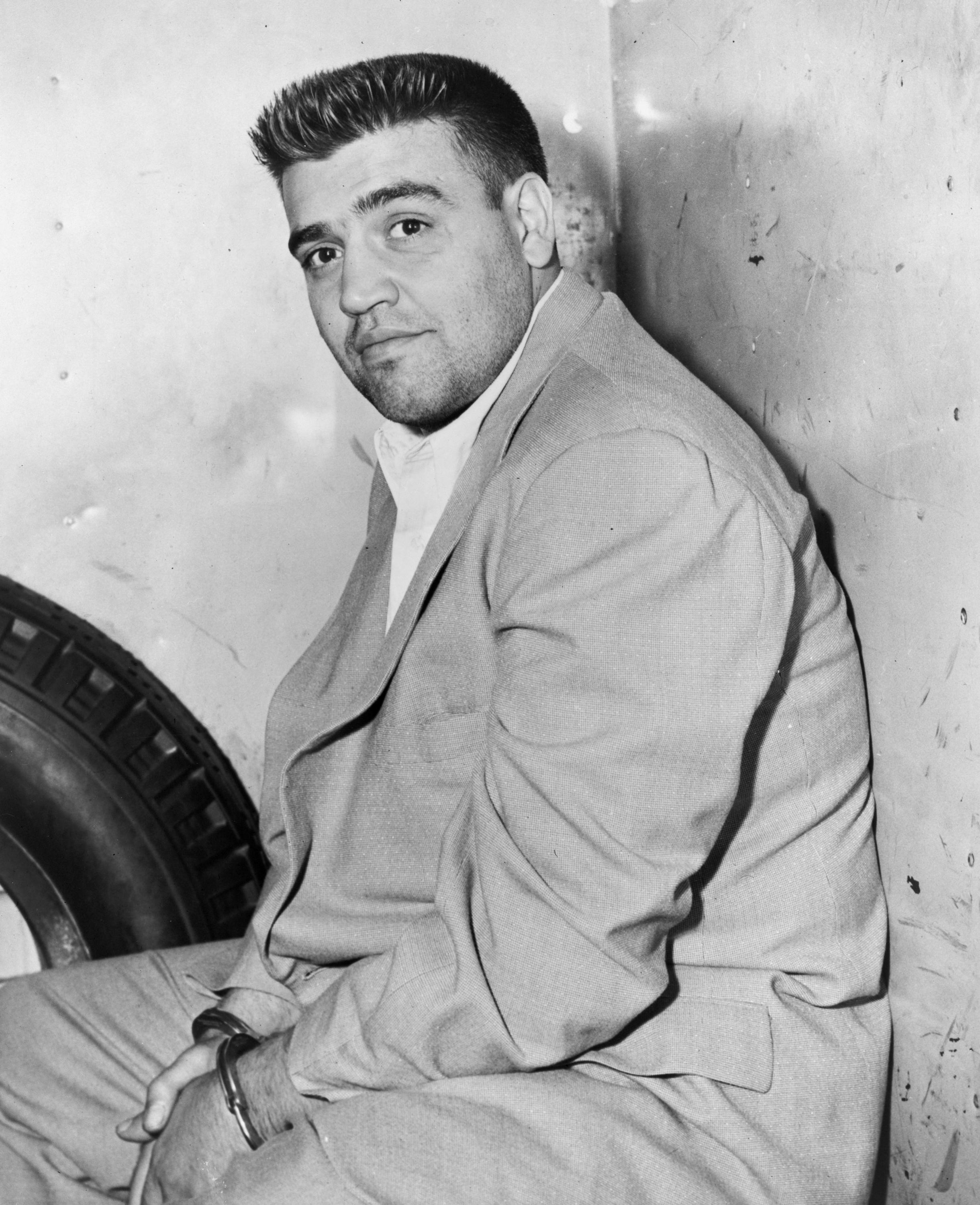
Vincent Gigante (1957)

1997 wurde Vincent Gigante, Boss der Genovese-Familie, nach einem langen Prozess rechtskräftig verurteilt. Danach geriet nicht nur die Genovese-Familie, sondern auch die gesamte Organisation in eine schwere Krise. Der Kodex der Omertà, der Schweigepflicht, befindet sich bereits seit den 1960er Jahren, beginnend mit dem ersten Zeugen aus den Reihen der US-amerikanischen Mafia, Joe Valachi, in stetiger Auflösung.
Die sizilianischen Traditionen geraten in den letzten Jahren zusehends in Vergessenheit. Viele hochrangige Überläufer, beispielsweise Sammy Gravano, Al D'Arco, Angelo Lonardo, Salvatore Vitale und sogar der Boss der Bonanno-Familie, Joseph Massino, sagten vor Regierungsorganen aus. Da sich das Hauptaugenmerk der Behörden auf die Bosse richtet, hat die Organisation zudem ein zunehmendes Führungsproblem; war es früher noch für junge Mitglieder erstrebenswert, ganz an die Spitze der Familien zu gelangen, wollen die intelligenteren und innovativeren unter ihnen nun eher in der mittleren Ebene bleiben, um möglichst nicht dem ganzen Verfolgungsdruck ausgesetzt zu sein.
Die Organisation ist aus ihren legalen Geschäftsbereichen, wie dem Bauwesen oder der Müllentsorgung, weitgehend herausgedrängt worden und beschränkt sich mittlerweile auf Geschäftsfelder wie Telefonsex, Kreditkartenbetrug, Drogenhandel und ähnliches. Allerdings fürchten Experten, die Mafia könnte dadurch, dass die Aufmerksamkeit des FBI seit 2001 vor allem auf die Verfolgung von islamistischen Terroristen gelenkt wurde, wieder Aufwind bekommen haben.
Am 8. Februar 2008 wurde John „Jackie Nose“ D'Amico im Zuge einer gemeinsamen Aktion US-amerikanischer und italienischer Ermittlungsbehörden gegen das organisierte Verbrechen zusammen mit einer Vielzahl anderer Mitglieder und Assoziierter der Gambino-Familie verhaftet. Den in den USA und auf Sizilien Verhafteten werden unter anderem Mord, Erpressung, Kreditwucher und Drogenhandel vorgeworfen. Offenbar gab es Hinweise darauf, dass beide Organisationen weiter im Drogengeschäft kooperierten und die „Pizza Connection“ neu beleben wollten.
Am Morgen des 9. Juli 2013 wurden neun Mitglieder der Bonanno-Familie, darunter Ernest Aiello, Dominick Siano und Scott O'Neill, verhaftet und dem Supreme Court von Manhattan überstellt. Ihnen wird vorgeworfen, durch Erpressung, Wucherkredite, Glücksspiel und illegalem Verkauf von Viagra 10 Millionen US-Dollar eingenommen zu haben. Daneben wurden von der Polizei zahlreiche Schusswaffen sichergestellt. Man geht davon aus, dass hochrangige Mitglieder des Bonanno-Clans Führungspositionen in der lokalen Gewerkschaft 917-Teamsters bekleiden. Der Underboss Nicholas „Nicky Cigars“ Santora sitzt derzeit noch seine Haftstrafe ab. Diese Vorfälle wurden als Indiz gesehen, dass die Cosa Nostra in New York nach wie vor aktiv ist.
Im März 2015 verhaftete das FBI 10 Mitglieder und Assoziierte der DeCavalcante-Familie. Die Anklage lautet auf Verschwörung zum Mord und Drogenhandel. Unter den verhafteten, der 71-jährige Capo Charles Stango und der 72-jährige Consigliere bzw. Nachfolger von Stefano Vitabile – Frank Nigro.

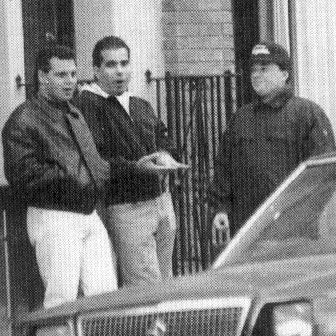
„Stevie“ Mazzone, „Joey“ Merlino & „Georgie“ Borgesi

In New York wurde gegen 46 mutmaßliche Mitglieder der La Cosa Nostra am 4. August 2016 Anklage erhoben und 39 der Angeklagten wurden noch am selben Tag festgenommen. Ihnen wird Erpressung, illegales Glücksspiel, Brandstiftung, Waffenhandel, Kreditkartenbetrug und Betrug im Gesundheitswesen vorgeworfen. Sie sollen an der US-Ostküste, darunter in den New Yorker Stadtteilen Manhattan und Bronx, aber auch in den Staaten Pennsylvania und Massachusetts, sowie im Südstaat Florida aktiv gewesen sein. Ihnen allen solle eine Höchststrafe von 20 Jahren Haft drohen können. Unter den Verhafteten befanden sich der berüchtigte Capo Pasquale Parrello von der Genovese-Familie und Joseph Salvatore Merlino, der seit 1994 als Oberhaupt der Bruno-Familie aus Philadelphia gilt. Der La Cosa Nostra-Experte Scott Burnstein sagte über Merlino gegenüber Vice:

„Meiner Meinung nach ist er eine Verbrecher-Ikone, die man in einem Atemzug mit den dynamischsten, schneidigsten und ambitioniertesten Mafia-Anführern aller Zeiten nennen kann.“

Am 31. Mai 2017 wurden 19 Mitglieder und Assoziierte der Lucchese-Familie vom FBI unter Arrest gestellt und unter anderem wegen Mordes, versuchten Mordes und Handels mit Betäubungsmitteln angeklagt. Als prominenteste Verhaftete galten Street Boss Matthew Madonna, Underboss Steven Lorenzo „Wonderboy“ Crea und der mutmaßliche Consigliere Joseph „Joey Dee“ DiNapoli. In einem Punkt der Anklage wurden Madonna, Crea Sr. und sein Sohn Steven „Stevie Junior“ Crea Jr. der Beteiligung an der Ermordung des ranghohen Purple-Gang-Mitglieds Michael Meldish im November des Jahres 2013 beschuldigt. Weitere ranghohe Familienmitglieder in der Anklage sind die Capos Dominic „Crazy Dom“ Truscello, John „Big John“ Castelucci und Tindaro „Tino“ Corso.
Im Januar 2018 wurden 10 Mitglieder der Cosa Nostra wegen Erpressung, Körperverletzung, Post- und Telefonbetrug, Drogenhandel, Kreditwucher und Verschwörung zum Mord angeklagt. Unter den bekanntesten: der amtierende Bonanno-Boss Joseph „Joe C. Jr.“ Cammarano, Jr. und der Consigliere John „Porky“ Zancocchio, das bekannte Genovese-Mitglied Ernest Montevecch und der Lucchese-Soldat Eugene „Boopsie“ Castelle.
Francesco Paolo Augusto „Frank“ Calì, der Boss der Gambino-Familie wurde am 13. März 2019 vor seinem Haus in Staten Island niedergeschossen und verstarb im Alter von 53 Jahren.
Im Juli 2019 wurde bekannt, dass die sizilianische Fraktion der Gambino-Familie, genannt Cherry Hill Gambinos, noch immer mit der originären sizilianischen Cosa Nostra aktiv am Drogenhandel beteiligt ist. Neben Francesco und Tommaso Inzerillo wurde auch der für den Drogentransport verantwortliche Rosario „Sal“ Gambino verhaftet. Francesco und Tommaso sind Angehörige des Inzerillo Mafia Clans, dessen Mitglieder sich Anfang der achtziger Jahre in die USA absetzten, nachdem die Corleonesi um Totò Riina die Angehörigen des Clans entmachtet und in einem blutigen Mafiakrieg fast gänzlich ausgelöscht hatten. Zuvor beherrschte das Inzerillo-Gambino-Netzwerk während der 1970er und 1980er Jahre durch eine transatlantische Drogenoperation große Teile des Heroin-Handels.

## Filme und Dokumentationen
- 2019: The Irishman
- 2015: The Making of the Mob; Die Serie dokumentiert die Entstehung des organisierten Verbrechens im 20. Jahrhundert in Amerika und durchleuchtet den Aufstieg berüchtigter Mobster von der amerikanischen Cosa Nostra und der Kosher Nostra.
- 2013: Gangster – Die Geschichte des organisierten Verbrechens; 6-teilige Dokureihe über die amerikanische Cosa Nostra.
- 2013: Die Mafia – System des Verbrechens; Dokumentarische Episode des Fernsehprogramms History Specials mit Michael Franzese, über die amerikanische Cosa Nostra.
- 2012: Das Mafia-Paradies – Kuba vor der Revolution 1959; Dokumentarfilm über die italo-amerikanische Mafia auf Kuba.
- 2012: Im Netz der Mafia – Die Geheimakten des FBI; 13-teilige Dokureihe über Mitglieder und assoziierte der italo-amerikanischen Mafia.
- 2012: Das Gesetz der Straße: Geständnisse der Mafia; Einstige Mafia-Informanten der Bruno-Familie, der Gambino-Familie, der Colombo-Familie und dem Chicago Outfit berichten in dieser 6-teiligen Dokureihe über ihr früheres Leben bei der italo-amerikanischen Mafia.
- 2010–2014: Boardwalk Empire; Serie über das organisierte Verbrechen während der Prohibition in den Vereinigten Staaten.
- 2008: Die 10 Gebote der Mafia; Ein von Wall to Wall Media produzierter Dokumentarfilm des Senders Discovery Channel, über einen schriftlich niedergelegten Verhaltenskodex der Cosa Nostra der im November 2007 entdeckt wurde.
- 2007–2012: Mobsters; Dokureihe mit 4 Staffeln über die berüchtigtsten Figuren in der Geschichte des organisierten Verbrechens in Amerika. Sie durchleuchtet das Leben, den Aufstieg, oder die Taten berüchtigter Mobster von der amerikanischen Cosa Nostra, der Kosher Nostra und anderen Organisationen.
- 2005: Die Mafia (Dokureihe); 4-teilige Dokureihe über die amerikanische Cosa Nostra und die originäre sizilianische Cosa Nostra.
- 1991: Die wahren Bosse – Ein teuflisches Imperium; Film über den Krieg von Castellammare, der Gründung der Fünf Familien und des National Crime Syndicates.